# Museo Nacional de Escultura
El Museo Nacional de Escultura, perteneciente al Ministerio de Cultura de España, es un museo español situado en la ciudad de Valladolid (comunidad autónoma de Castilla y León). 
Alberga esculturas desde la Baja Edad Media hasta inicios del siglo XIX, así como cierto número de pinturas de gran calidad (Rubens, Zurbarán o Meléndez, entre otros). Es la colección escultórica española más importante de la Península y una de las más destacadas de Europa de este ámbito temático. 
Se llamó, desde 1933, Museo Nacional de Escultura, aunque en julio de 2008, se cambió su denominación a Museo Nacional Colegio de San Gregorio, con el objetivo de modernizar su nombre, como otros museos, y resaltar el renovado edificio histórico en el que se halla su núcleo expositivo. Sin embargo, en noviembre de 2011 el Consejo de Ministros recuperó su denominación original, al incorporarle los fondos del antiguo Museo Nacional de Reproducciones Artísticas, cerrado al público y carente de sede estable desde los años 60.
El 18 de septiembre de 2009 concluyó la completa remodelación de su sede principal —obra maestra de la arquitectura del siglo XV—, y la reestructuración y ampliación de su colección. Desde el 29 de febrero de 2012, sus fondos se encuentran distribuidos en el citado Colegio de San Gregorio, el Palacio de Villena (situado enfrente) y el Palacio del Conde de Gondomar o Casa del Sol (separada del primero por un jardín).
Es un museo nacional de España adscrito al Ministerio de Cultura y es de gestión exclusiva de la Dirección General de Bellas Artes y Patrimonio Cultural.
Obtuvo el Premio Castilla y León de las Artes de 2018.

## Historia
El Museo Nacional de Escultura es uno de los museos españoles más antiguos: fue fundado en octubre de 1842 como Museo Provincial de Bellas Artes. Su colección se formó con obras de arte procedentes de los conventos suprimidos en 1836 por el régimen liberal, tal como sucedió en los países europeos cercanos, y que fueron instaladas en el Palacio de Santa Cruz de Valladolid, su primera sede.

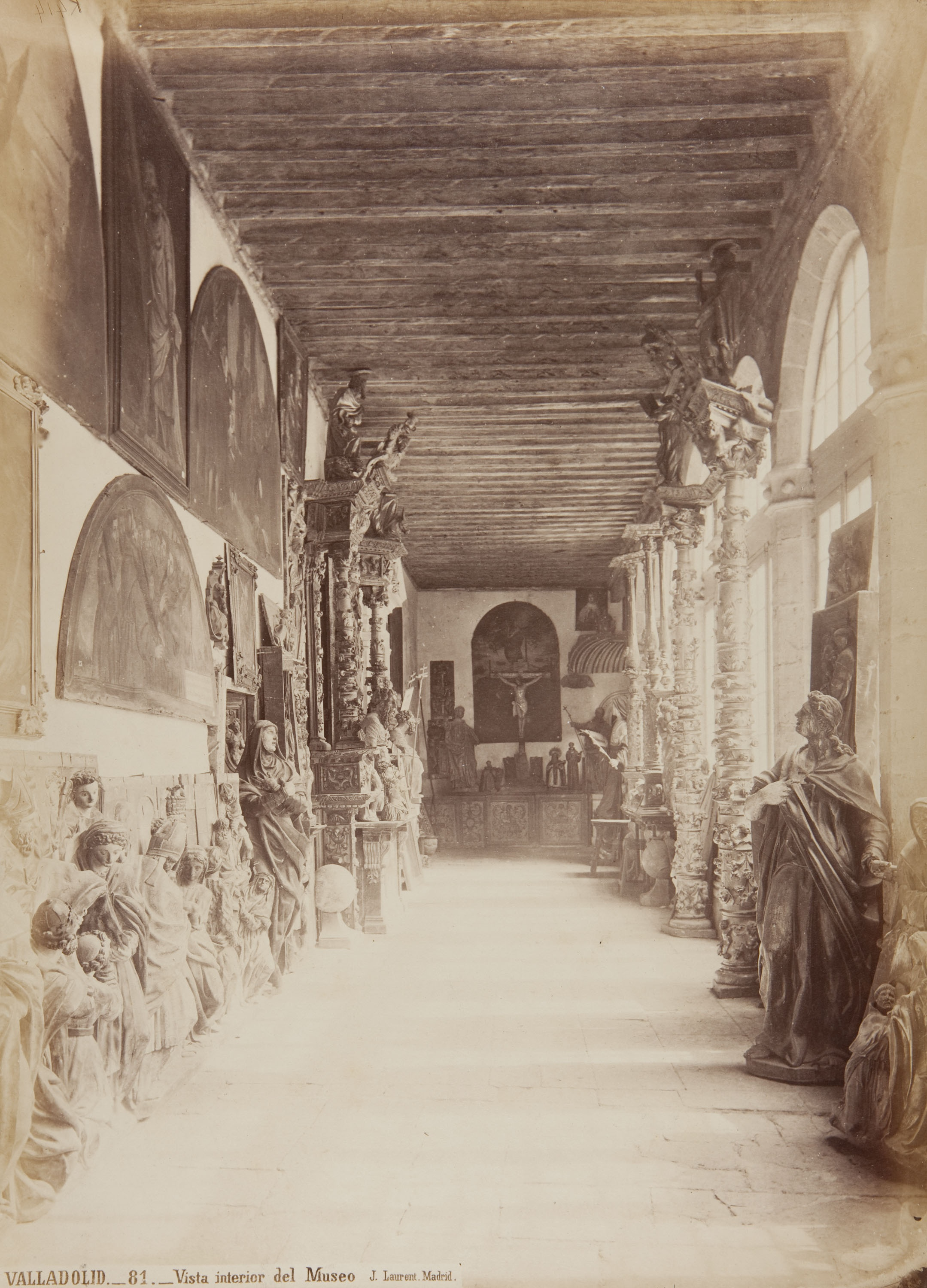
El Palacio de Santa Cruz albergó la primera colección del entonces Museo Provincial de Bellas Artes desde 1842 hasta 1933.

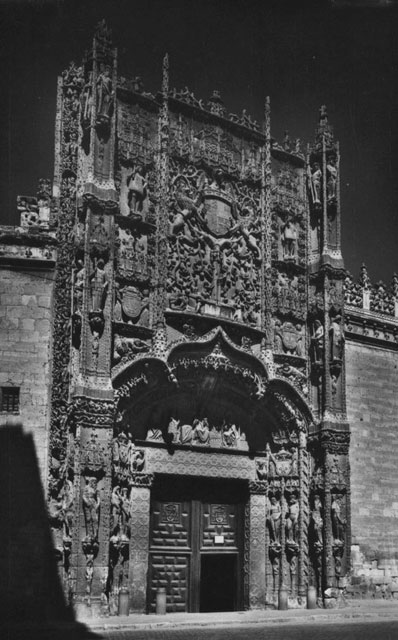
Postal del Colegio de San Gregorio, mitad.

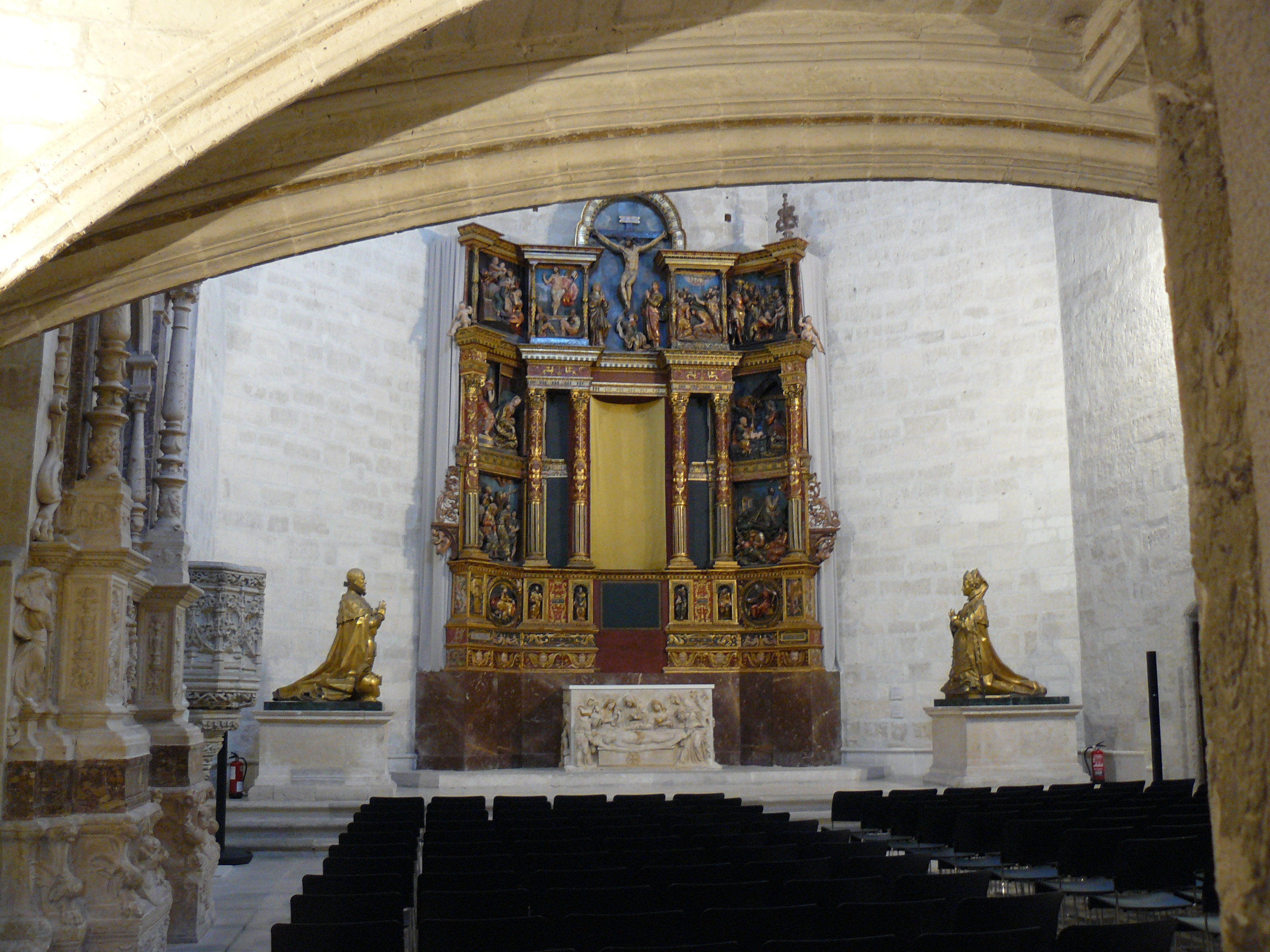
Retablo de la Capilla de San Gregorio.

Debido a la calidad de los fondos custodiados —y para resaltar la riqueza de sus tallas—, este museo provincial recibió en 1933 la categoría de Museo Nacional de Escultura a iniciativa de la II República, y particularmente del historiador de la escultura española Ricardo de Orueta, director general de Bellas Artes, quien instaló la colección en una nueva sede: el actual Colegio de San Gregorio. 
En el curso de su trayectoria, los fondos del Museo Nacional de Escultura se han venido acrecentado con donaciones y legados de particulares, depósitos y sobre todo con compras por el Estado de esculturas, y también de algunas pinturas, dada la pluralidad de los fondos. Hoy se cuenta entre los museos europeos más originales en ese terreno artístico.
Desde 1990 se ha llevado a cabo una renovación integral; partiendo del Palacio de Villena, adquirido en 1986, que se halla situado frente al Colegio. En 1998, se inició la restauración del Palacio, que concluyó pronto. Y, durante la instalación temporal de la colección en dicho Palacio, que se alargó diez años, se llevó a cabo una rehabilitación arquitectónica de la sede principal y la modernización de los equipamientos del Colegio de San Gregorio. Los arquitectos Fuensanta Nieto y Enrique Sobejano, encargados de ella, recibieron el Premio Nacional de Restauración y Conservación de Bienes Culturales de 2007. 
Debido al valor singular de este edificio, a su significado histórico y a su cercanía con buena parte de los fondos que custodiaba, en julio de 2008 pasó a denominarse Museo Nacional Colegio de San Gregorio. Sin embargo, con la redistribución de los Museos nacionales, a finales de 2011, ha recuperado de nuevo su nombre —Museo Nacional de Escultura— tras lograr una importante ampliación de fondos: los modelos escultóricos del pasado antiguo, del Museo Nacional de Reproducciones Artísticas, cuyo ideal era tanto ampliar la perspectiva escultórica, como hacer que los fondos de copias en yeso de obras clásicas cumpliesen con una función social y cultural en la formación artística.

### Reforma, reapertura y nuevas exposiciones
El 18 de septiembre de 2009 el Museo reabrió sus puertas al público. El restaurado edificio alberga, desde entonces, la exposición permanente en el antiguo Colegio de San Gregorio, que resalta por su singularidad y belleza: es una obra maestra de la arquitectura de finales del siglo XV. 
La recuperación global de esta antigua sede, la ampliación de sus espacios, la nueva presentación de su colección (más amplia que nunca), la modernización de sus equipamientos y la exposición de piezas —que cumple los requisitos de la museografía más exigente—, abren una nueva etapa en su historia. Se proyecta, entre otras cosas, el documental Fuego en Castilla, del cineasta José Val del Omar, rodado en el Colegio entre 1958 y 1960.
Se ha adecuado a continuación el Palacio de Villena, de modo que este segundo edificio está diariamente en activo: acoge una parte de la administración del Museo y ofrece una renovada sala de conferencias y proyecciones, además de disponer de una amplia biblioteca y de los talleres de restauración. Expone un interesante Belén napolitano, que ha sido restaurado parcialmente (textiles) y profundamente reelaborado en 2015-2016, y aún retocado en 2018: ahora está situado en la planta baja, con un escenario muy de la Italia meridional. En el palacio se acoge actualmente la gran biblioteca especializada en historia del arte, específicamente de escultura, y su archivo histórico, que conserva importantes documentos.
Además contiene las nuevas salas para exposiciones temporales, con una actividad continua:
- En 2010 se exhibió una importante muestra internacional, Lo sagrado hecho real, después de estar en la Galería Nacional de Londres, entidad que la organizó.
- En 2011 se mostró «Primitivos. El siglo dorado de la pintura portuguesa (1450-1550)», donde el arte de los Primitivos portugueses vino por vez primera a España, procedente de Lisboa (Museu de Arte Antiga) y de otras ciudades lusas. También se expusieron tanto El Museo Crece, con las adquisiciones de 2005-2010, como Figuras de la exclusión, a partir de piezas de la colección (se llevó al Museo San Telmo, en San Sebastián).
- En 2012, se expuso Josep M. Sert: El Archivo fotográfico del modelo, procedente de Barcelona y de San Sebastián, pero enriquecida con piezas del MNE.
- En 2013, se mostró Diálogos de lo sagrado, con esculturas de europeas, asiáticas y africanas. Asimismo en 2013 se produjo Instante blanco, con intervenciones de un creador actual, Bernardí Roig, entre las piezas de San Gregorio.
- En 2014, se ofreció Entre el Cielo y la Tierra. Doce miradas a El Greco cuatrocientos años después, que exploraba cómo se sitúa el influjo del Greco en el arte de hoy a través del trabajo de doce artistas actuales, junto al Apostolado del Greco del propio MNE, depositado en Oviedo.
- También en 2014 organizó, junto con AC/E, una exposición renovadora Esto me trae aquí. Ricardo de Orueta (1868-1939), en el frente del arte. Orueta —director general de Bellas Artes en la II República y un gran historiador de la escultura—, estudió a destacados autores del Museo, que él mismo fundó. Dirigida por el MNE, circuló luego la exposición por Málaga y Madrid.
- Entre julio y octubre de 2015, se expuso la importante Tiempos de melancolía, creada por el Museo, apoyado por La Caixa. Siguió itinerando por Valencia y Palma de Mallorca.
- Desde noviembre de 2015 se pudo ver, gracias a AC/E, Nada temas, dice ella. Cuando el arte revela verdades místicas, con destacado arte internacional que remitía a Teresa de Ávila.
- Últimos fuegos góticos, de esculturas alemanas del Bode Museum de Berlín, se mostró entre julio y noviembre de 2016; fue otro gran proyecto europeo.
- Armarse a la suerte. Figuras de tauromaquia en el MNE, entre diciembre de 2016 y febrero de 2017.
- Hijo del Laocoonte. Berruguete y la Antigüedad pagana, entre julio y noviembre de 2017: sobre el artista central del MNE.
- Tesoros eléctricos, desde el diciembre de 2017 hasta marzo de 2018 a partir de los fondos de reproducciones romanos depositados en el MNE. Luego, se prestó al Museo Arqueológico, Madrid, del 17-V a 9-IX de 2018 y el Museo de Bilbao.
- Baltasar Lobo. Un moderno entre los antiguos, del 5 de mayo al 28 de octubre de 2018. En la  Casa del Sol.
- La invención del cuerpo, entre julio y noviembre de 2018, con fondos de MNE, El Prado, Lázaro-Galdiano, Valencia, Salamanca, Orléans, Le Mans, etc. A continuación, en el Museo San Telmo (San Sebastián).
- El diablo, tal vez. El mundo de los Brueghel, 2018-2019, sobre la familia Brueghel a partir de un óleo del museo pero incluyendo dibujos y videos de Antoine Roegiers.
- Almacén. El lugar de los invisibles, del 29 de mayo de 2019 a febrero de 2020, sobre el almacén del MNE. Prolongada medio año.
- Miró. La musa blanca, noviembre de 2019 a febrero de 2020.
- Non finito. El arte de lo inacabado, septiembre de 2021, organizado con Caixa; iniciada en Palma de Mallorca se prolonga en Caixa Forum de Zaragoza desde 9 febrero - hasta 29 de mayo de 2022

Museo Nacional de Reproducciones Artísticas
En noviembre de 2011, se recuperó oficialmente la original denominación de Museo Nacional de Escultura y al tiempo se incorporó a sus fondos la colección del Museo Nacional de Reproducciones Artísticas.
Fue creado por la Real Orden de 31 de enero de 1877 (luego se integraría en el Patronato Nacional de Museos con ese título, por Orden de 31 de agosto de 1968). Pero, en 1961, el Museo Nacional de Reproducciones Artísticas, instalado hasta ese momento en el Casón del Buen Retiro, se trasladó al edificio del Museo de América, aunque ya sin exponerse al público. No fue su sede definitiva: en 1990 se recogió, provisionalmente, en los sótanos del edificio del Museo Español de Arte Contemporáneo, hoy sede del Museo del Traje, exponiéndose tan solo un reducido número de obras en una única sala, situada en los bajos del edificio, más de cara a los estudiantes de la cercana Facultad de Bellas Artes, que acudían allí a dibujar los vaciados de las esculturas de la Antigüedad, que al público en general. 
Durante veinte años sus colecciones han estado almacenadas completamente o en su práctica totalidad, a la espera de su realojamiento en un espacio visitable. Fue suprimido en noviembre de 2011, al incorporar sus fondos al Museo Nacional de Escultura.
Sus colecciones están constituidas por copias de obras famosas hechas por importantes formadores europeos; se realizaron mediante la técnica del vaciado, es decir, con moldes especiales sacados de los propios originales. Ofrecen un excelente repertorio de obras maestras, principalmente de escultura, de toda la cultura occidental que van desde el arte egipcio y caldeo-asirio, deteniéndose sobre todo en el clásico grecorromano (más destacables), pero también por el arte medieval (románico-gótico), renacentista y barroco, hasta llegar al siglo XIX. 
Se hicieron las copias en un momento de esplendor reproductivo, el siglo XIX, por los mejores museos europeos, de Londres, París, Berlín o Nápoles. De ahí la calidad de estos dobles de unos 'originales' que, además, como en el caso grecorromano -que destacan especialmente en esta colección-, eran ellas mismas copias, pues se perdieron o destruyeron los originales. 
Parte sustantiva de esa colección se puede ver en el Museo Nacional de Escultura, desde el 29 de febrero de 2012. Era una institución que llevaba una década cerrada al público y carecía de sede estable desde hacía medio siglo.
Hoy se presenta, como exposición permanente, una selección de los fondos del Museo Nacional de Reproducciones Artísticas. Para ello se abordó la restauración del Palacio del Conde de Gondomar, separado del Colegio de San Gregorio por un jardín, y que había sido ya adquirido por el Estado en 1999. En la actualidad está completamente acondicionada su capilla, la Iglesia de San Benito el Viejo, mientras que el resto del palacio se encuentra en fase de acondicionamiento, una vez estudiada su futura adecuación.

## Sedes
Debido al creciente número de piezas y la necesidad de espacio para albergarlas, el Museo se ha visto obligado progresivamente a aumentar sus espacios. Al inicial Colegio de San Gregorio se añadió el Palacio de Villena, situado enfrente, y después el complejo del Palacio del Conde de Gondomar, separado por del Colegio de San Gregorio por un jardín e integrado por el propio palacio y su capilla, la Iglesia de San Benito el Viejo.

### Colegio de San Gregorio

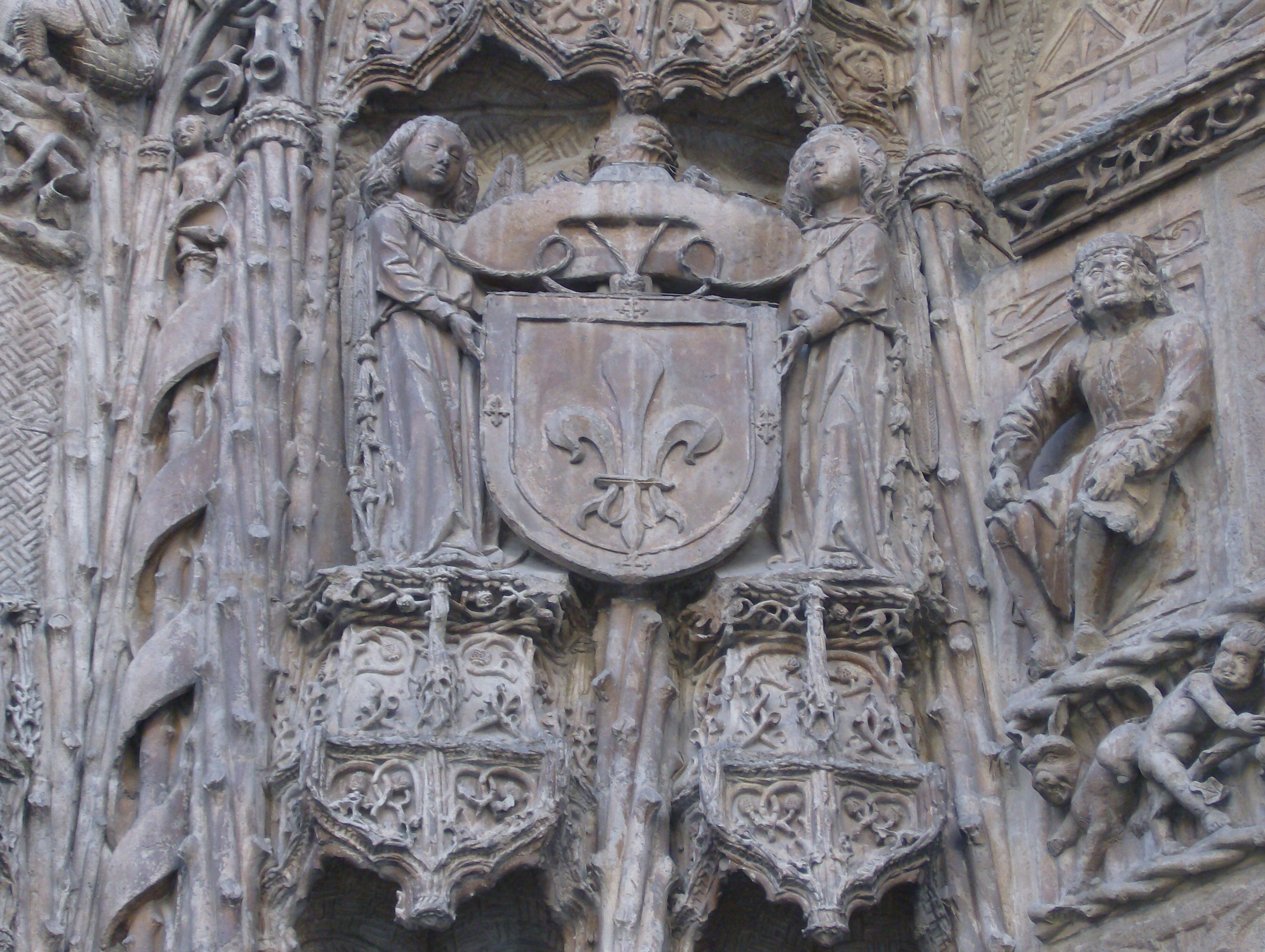
Detalle de la fachada del Colegio. La flor de lis fue el emblema de su fundador, Alonso de Burgos.

Este magnífico edificio se construyó a finales del siglo XV por iniciativa de Alonso de Burgos, obispo de la diócesis de Palencia y dominico confesor de los Reyes Católicos. En 1487 obtuvo del prior del convento de San Pablo la cesión de la capilla del Cristo y las huertas sobre las cuales se levanta el edificio central del Museo Nacional de Escultura.
El Colegio se edificó entre 1488 y 1496, alrededor de un patio de dos pisos unidos con una bella escalera. Ambos presentan elementos decorativos propios del gótico tardío: motivos con yugos y flechas, hojarascas que invaden todas las superficies. El primer piso del claustro se resuelve con arcos de medio punto, apeados sobre columnas helicoidales, y el segundo, mediante ventanales con antepechos calados y tracerías de gran belleza, realizados en piedra. Alrededor del patio, antes se encontraban las celdas, la capilla y el comedor. 
La fachada, un retablo en piedra, incluye elementos figurativos complejos que parecen apelar a la educación y sus beneficios. Se cree ver en ella la mano de Gil de Siloé. Es una preciada muestra del estilo isabelino, en la que empiezan a apuntarse rasgos del Renacimiento. El cuerpo bajo presenta un arco carpanel que acoge la portada, que está flanqueada por esculturas de salvajes: se ha dicho que hacen el oficio de guardianes. En el segundo cuerpo se muestra esculpido el árbol de la vida, junto con varios escudos de fray Alonso de Burgos. El escudo de los Reyes Católicos preside la fachada. La diferencia entre este y el escudo del patio separa la fecha en que se esculpieron: una anterior, otra posterior a la toma de Granada.
La capilla, en el extremo sur, tiene un lugar destacado en el conjunto. Fue construida por Juan Guas, y tenía originalmente acceso tanto desde por el Colegio como a través de una portada, hoy cegada, que existe en el crucero del lado de la Epístola de la vecina iglesia de San Pablo. De estilo gótico tardío, hispanoflamenco, consta de cabecera poligonal más un tramo que hace de cuerpo de la capilla. Ambos se cubren con bóveda de crucería estrellada de piedra. A los pies de la capilla se encuentra el coro, con una pequeña tribuna para el órgano. La riqueza de esta capilla era notable, pues el retablo, construido en 1489 era de gran calidad, así como el sepulcro de fray Alonso de Burgos en el centro de la capilla, obra de Felipe Vigarny. Ambas obras desaparecieron durante la Guerra de la Independencia.
Los colegiales tuvieron un papel fundamental en la España del siglo XVI, como mostró especialmente Marcel Bataillon en su obra mayor, Erasmo y España.
El edificio fue colegio hasta el siglo XIX, pero muy debilitado ya en sus funciones. En el siglo XX, a partir de 1933, por decisión del gobierno de la II República, se convirtió en la sede original del museo tras el traslado desde el Colegio de Santa Cruz de las piezas; hoy, tras ser remozado, es la sede principal del Museo Nacional de Escultura.

### Palacio de Villena

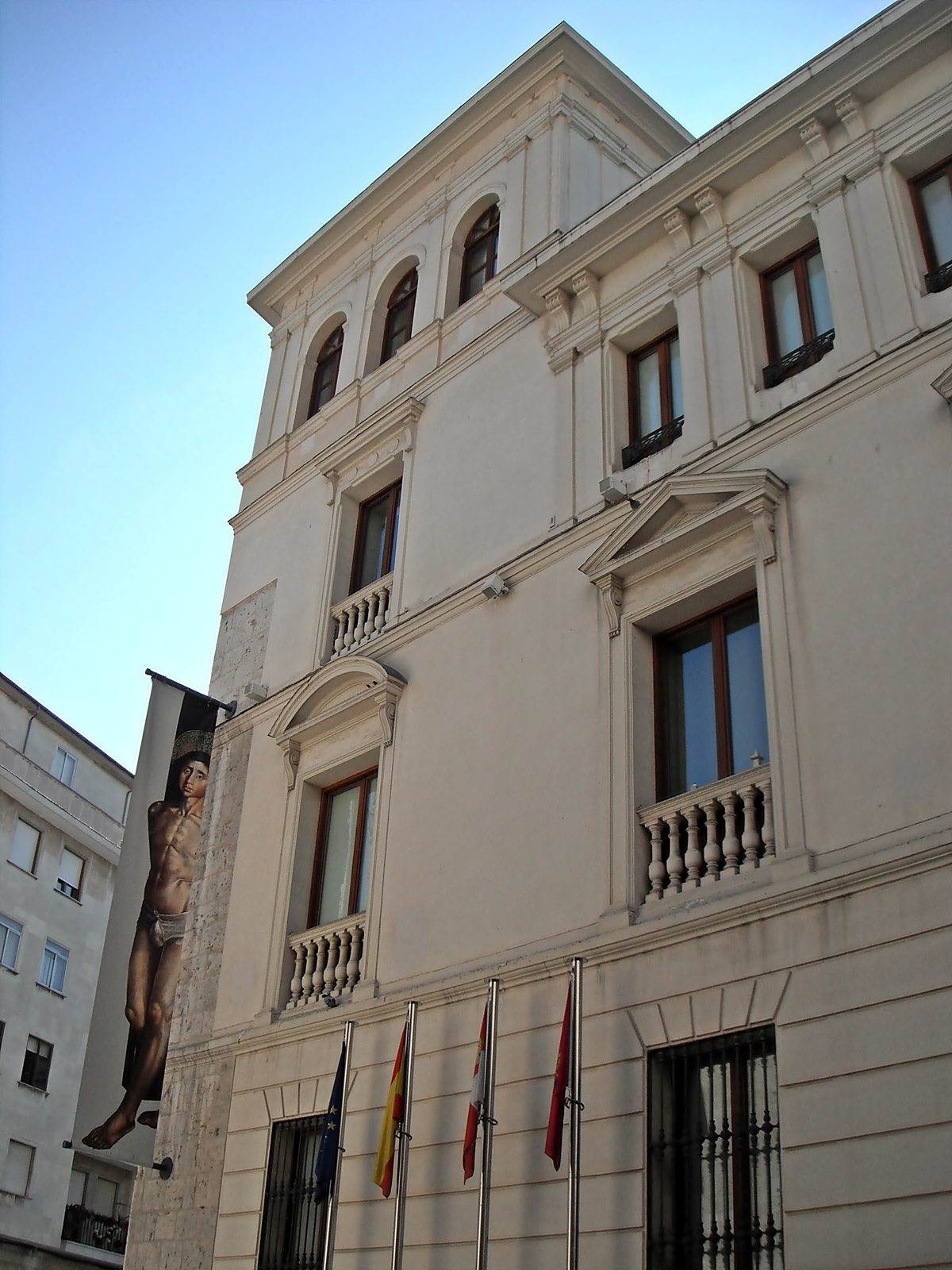
Palacio de Villena.

Fue construido en el siglo XVI, siguiendo la traza del edificio de Francisco de Salamanca (el arquitecto que reconstruyó la Plaza Mayor de Valladolid). Ofrece un proporcionado patio del siglo XVI, con dos pisos, arcos de medio punto apeados sobre columnas jónicas y medallones en las enjutas, al que abre la escalera principal, de tres tramos, abierta al claustro. 
El edificio ha pasado de familia en familia por sucesivas herencias. Su fachada presenta un esquema horizontal con torres en los extremos, que provienen de una gran reforma del edificio efectuada a finales del siglo XIX. Sobre la portada de entrada, renacentista y con arco de medio punto, podemos observar una regia ventana con las armas del propietario. Estos dos últimos elementos datan de la primera edificación del siglo XVI y presentan gran similitud con los que podemos encontrar en el Palacio del Licenciado Butrón, también en Valladolid.
Hoy alberga la sala de conferencias, los talleres de restauración, el depósito y el Belén napolitano. 
Es muy destacable la Biblioteca, del todo renovada en 2010 con nuevos equipos; da cabida, además, a los fondos de historia de escultura del antiguo Museo de reproducciones, así como al archivo histórico de esta antigua institución, inaccesible desde hacía años. Por todo ello es edificio relevante del Museo Nacional de Escultura, aunque su actividad más visible se sitúe en el edificio de enfrente, el Colegio de San Gregorio.

### Casa del Sol o Palacio del Conde de Gondomar

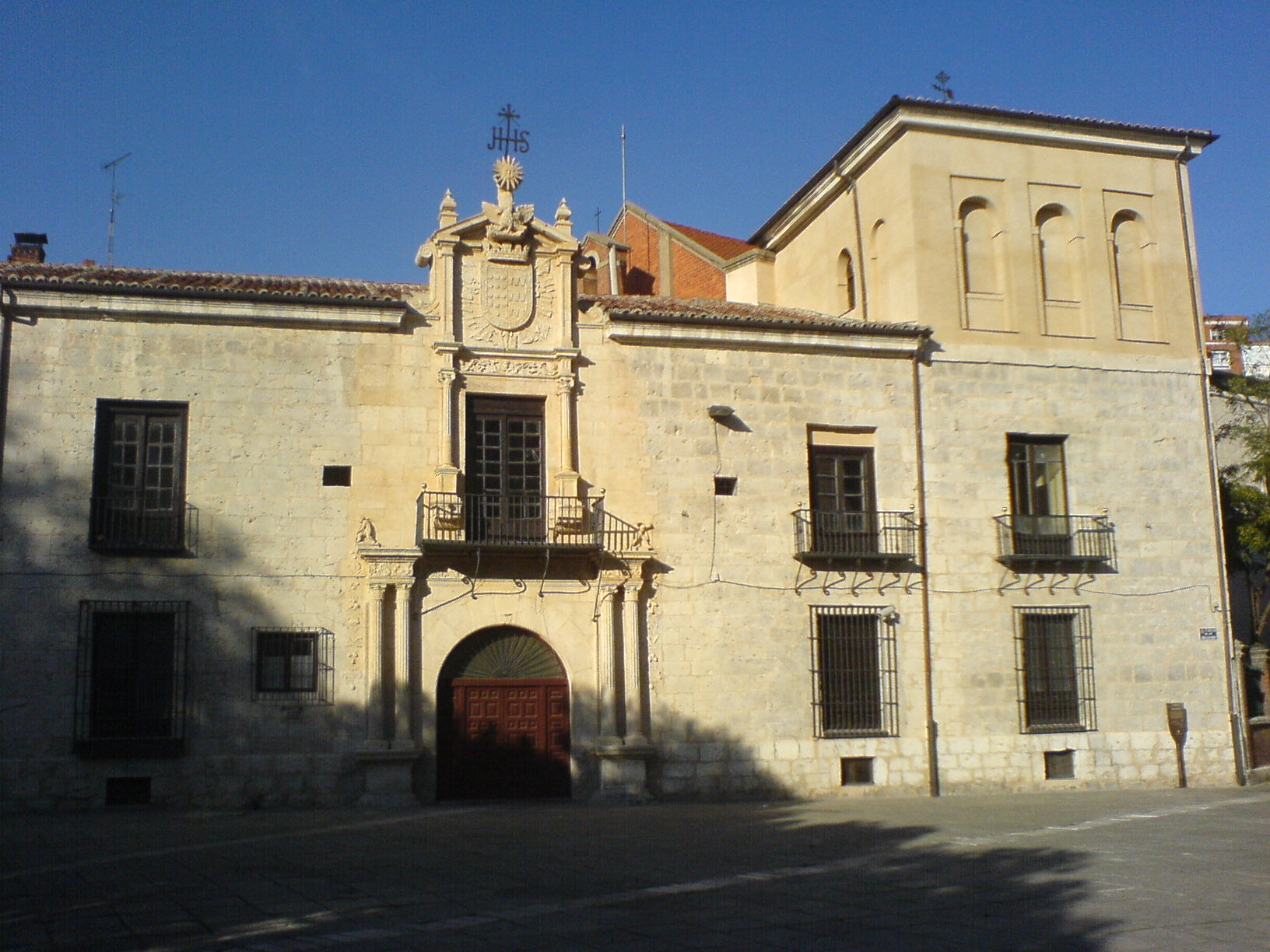
El Palacio del Conde de Gondomar, o Casa del Sol.

El Palacio del Conde de Gondomar, más conocido como Casa del Sol, fue construido hacia 1540, por Sancho Díaz de Leguizamo. Su fachada está construida en piedra de sillería. Posee dos pisos, con grandes huecos protegidos por buenas rejas. Destaca la portada, en arco de medio punto flanqueado por dos pares de columnas corintias, con balcón encima de ella y coronada por una peineta, añadida hacia 1600, con el escudo del Conde de Gondomar y un Sol que da nombre a la casa. La decoración es de estilo plateresco, con grutescos. A los lados de la fachada aparecen sendas torres que dan rango palacial al edificio. 
La Casa del Sol fue adquirida en 1599, junto con el patronato de la capilla mayor de la iglesia de San Benito el Viejo, por don Diego de Sarmiento de Acuña (1567-1626), conde de Gondomar. El Conde amplió el palacio para poder colocar su rica y conocida biblioteca en él. Los anaqueles con libros ocupaban por completo, hasta el techo, las paredes de cuatro grandes salas. Los libros fueron vendidos por los descendientes de don Diego a Carlos IV en 1806 y se conservan en su mayoría en la Biblioteca Nacional de España. 
En 1912, la Casa del Sol, junto con su capilla, la Iglesia de San Benito el Viejo, fue comprada por las Oblatas, quienes permanecieron en ella hasta 1980, fecha en la que esas edificaciones fueron compradas por los Mercedarios Descalzos, siendo adquirido al fin por el Estado en 1999. La Casa del Sol está fundida con la capilla físicamente, por estar empotrado en él, y también funcionalmente, por su papel en el pasado.
En la actualidad, completamente restaurado, se encuentra en fase de estudio para su acomodación a los espacios del Museo.

### Iglesia de San Benito el Viejo, capilla de laCasa del Sol

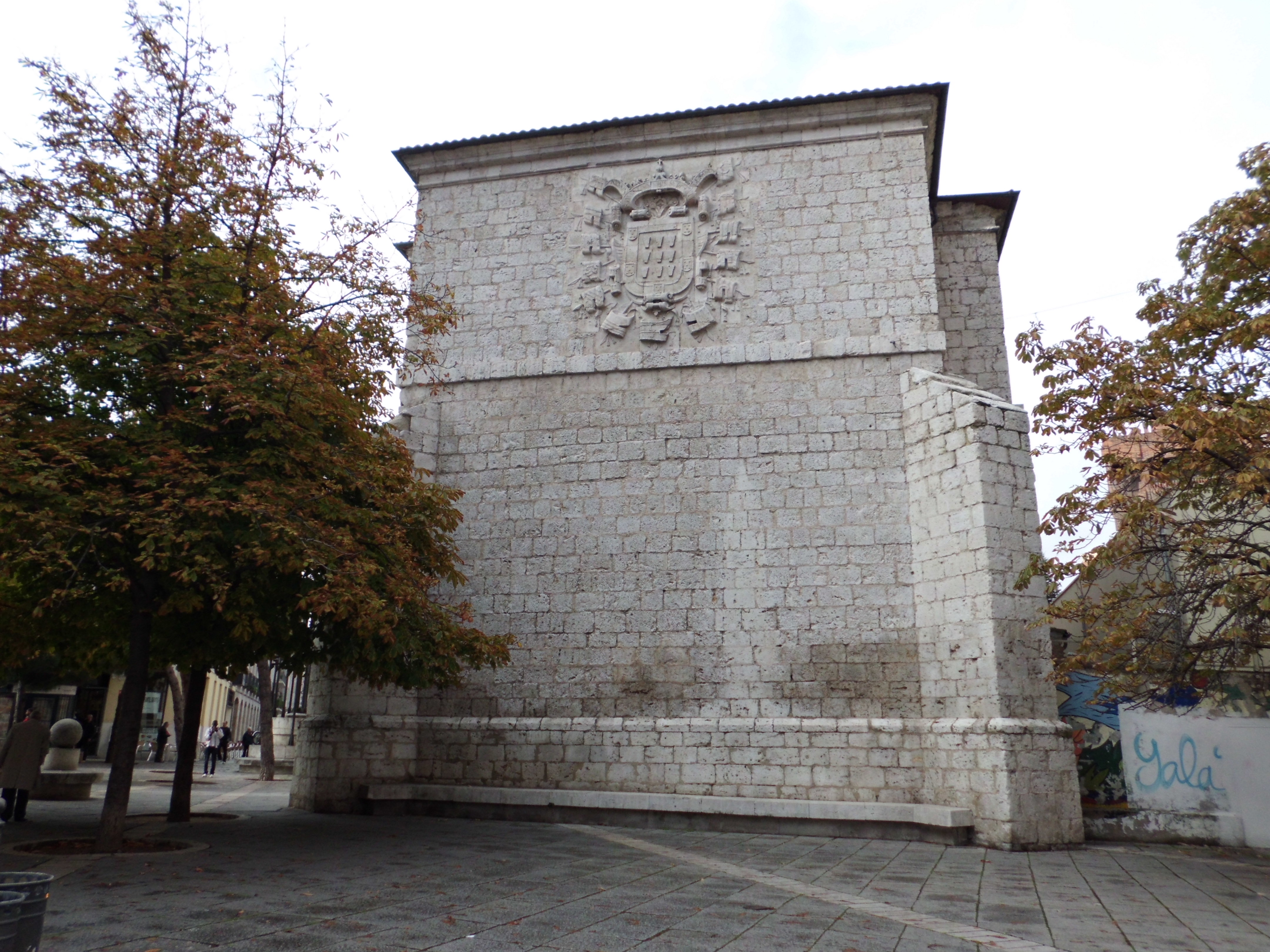
Ábside con escudo del conde de Gondomar de la Iglesia de San Benito el Viejo junto a la Casa del Sol del conde de Gondomar.

De 1276 data el primer testimonio de ella. Existía como ermita, y en 1375 se convirtió en parroquia. 
Será en el siglo XVI cuando el templo se vincule a la Casa del Sol, al palacio colindante, a través de relaciones de patronazgo, en un primer momento con los propietarios iniciales, el Licenciado Sancho Díaz de Leguizamón y su mujer doña Mencía de Esquivelque, quienes, en 1540, piden permiso para rehacer la capilla mayor del templo, y dedicarla a lugar de enterramiento. Es parte, pues de la Casa del Sol, ya desde el Renacimiento.
El escudo nobiliario del exterior de la capilla mayor es obra de los canteros Juan de Celaya y Martín de Uriarte, labrado hacia 1601, por mandato de don Diego Sarmiento de Acuña, conde de Gondomar que había adquirido su patronato en 1599; también D. Diego encargó la reconstrucción de la iglesia, junto con una cripta bajo la capilla mayor para su enterramiento. En 1629 Francisco de Praves y Gregorio Fernández dieron trazas y condiciones para construir el retablo mayor de la iglesia, que se realizó de acuerdo con ellas, aunque el retablo no ha llegado hasta hoy (desaparece a principios del siglo XIX). El templo siguió como Parroquia hasta 1812, en que fue transformado en almacén. Parte de las obras de arte que atesoraba se trasladaron a la iglesia de San Martín de esta misma ciudad, desapareciendo otras. En 1921, San Benito el Viejo volvió a abrirse al culto como capilla de las Madres Oblatas, que habitaban desde 1912 la vecina Casa del Sol. Se volvió a cerrar de nuevo hace años; en 1999 fue adquirida por el Estado, y en 2012 se abrió tras su rehabilitación.
Posee una sencilla nave única, de cinco tramos, con crucero de brazos cortos; el coro alto está situado en los pies. Se cubre actualmente mediante bóvedas de medio cañón con lunetos terminadas en 1939, ya que hasta mediados del siglo XVIII, su cubrición había sido mediante artesonados de madera, realizándose hacia 1750 unos cielorrasos condenando los artesonados. El estilo es el llamado clasicismo español o herreriano, si bien en las primeras décadas del siglo XX la iglesia fue reformada. 
Entre 2011 y 2012 se ha llevado a cabo su acondicionamiento, para su integración efectiva en el Museo de Escultura; y, desde febrero de 2012, hay una exposición definitiva de parte de los fondos del antiguo Museo Nacional de Reproducciones Artísticas.

## Colección
El Museo Nacional de Escultura alberga esculturas nacionales y europeas, de los antiguos ámbitos territoriales vinculados a España (Latinoamérica, Flandes e Italia), cuya cronología abarca desde los siglos XIII hasta el siglo XX. A través de sus obras se ofrece un rico panorama de la historia de la escultura realizada en madera policromada, especialmente, del Renacimiento y Barroco español al contar con obras de escultores como Alonso Berruguete, Juan de Juni, Gregorio Fernández, Felipe Bigarny o Pompeo Leoni.
No obstante, su colección, no se circunscribe únicamente al ámbito escultórico pues custodia obras de otras disciplinas artísticas como obras pictóricas, una colección de reproducciones artísticas y un extenso patrimonio documental. Sin olvidar la riqueza de la propia arquitectura del Colegio de San Gregorio al conservar algunos artesonados originales. Entre los pintores presentes en sus fondos se encuentran artistas como Antonio Moro, Ribalta, Rubens, Zurbarán o Luis Meléndez.
El recorrido a través de la colección permanente que se expone en el Colegio de San Gregorio sigue un orden histórico-temporal, que a su vez, se mezcla con una distribución temática.

### No solo escultura
El Museo Nacional de Escultura no está dedicado monográficamente a la escultura pues posee una significativa colección pictórica formada por un total de 1.200 obras. El origen de estos fondos pictóricos es el resultado del proceso de Desamortización, impulsado por el ministro Mendizábal, que originó la fundación del propio Museo en 1842. Tal situación derivó en la convivencia de pinturas donde destaca la presencia de grandes maestros, cuya obra, complementa y genera diálogos con las distintas disciplinas artísticas del museo. Cronológicamente sus fondos de pintura española, flamenca e italiana abarcan del siglo XV al XVIII con artistas de primera línea como Pedro Berruguete, Antonio Moro, Brueghel de Velours, Pieter Paul Rubens, Francisco de Zurbarán o Luis Meléndez.

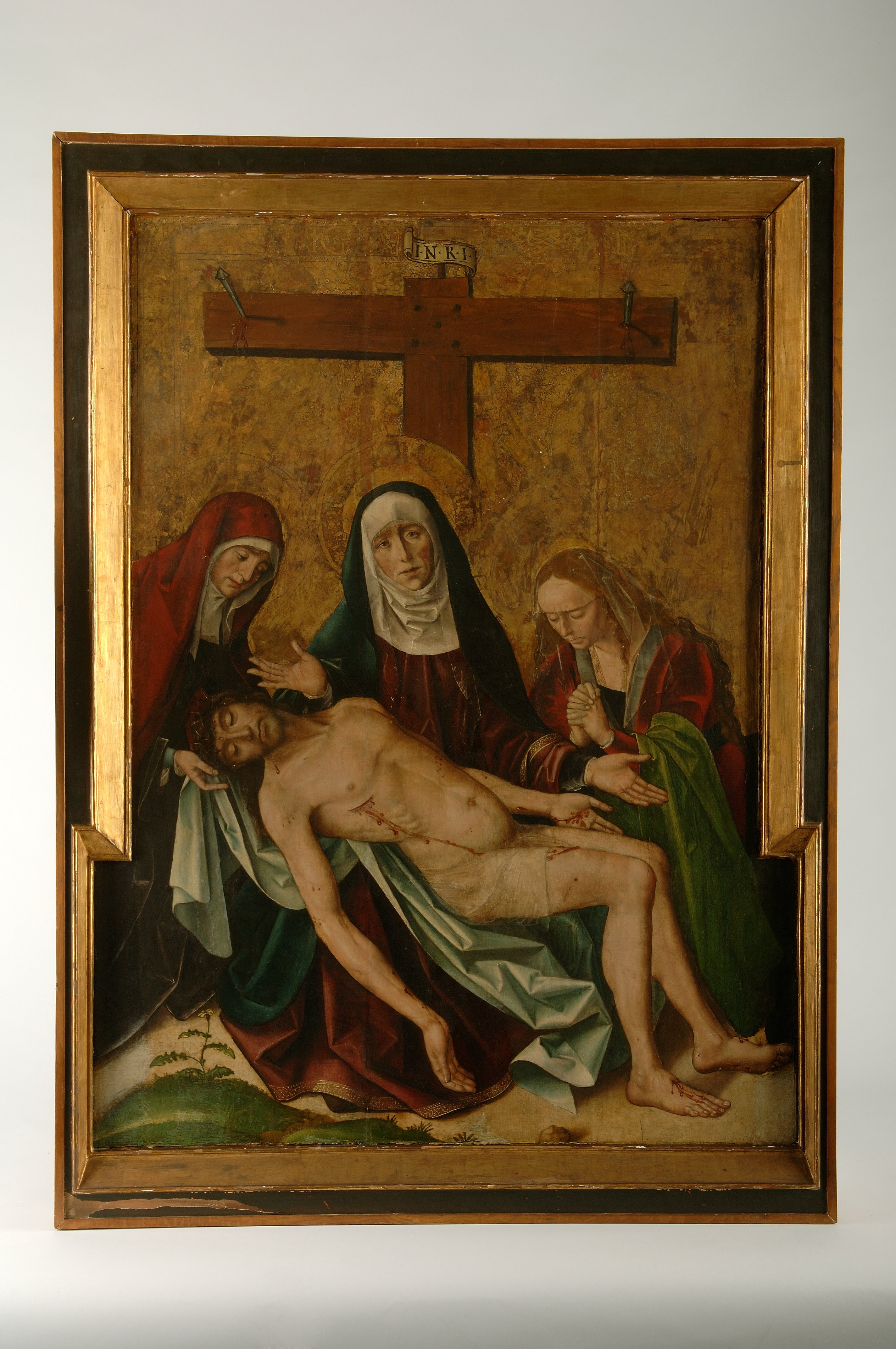
Pedro Berruguete, Piedad, 1480
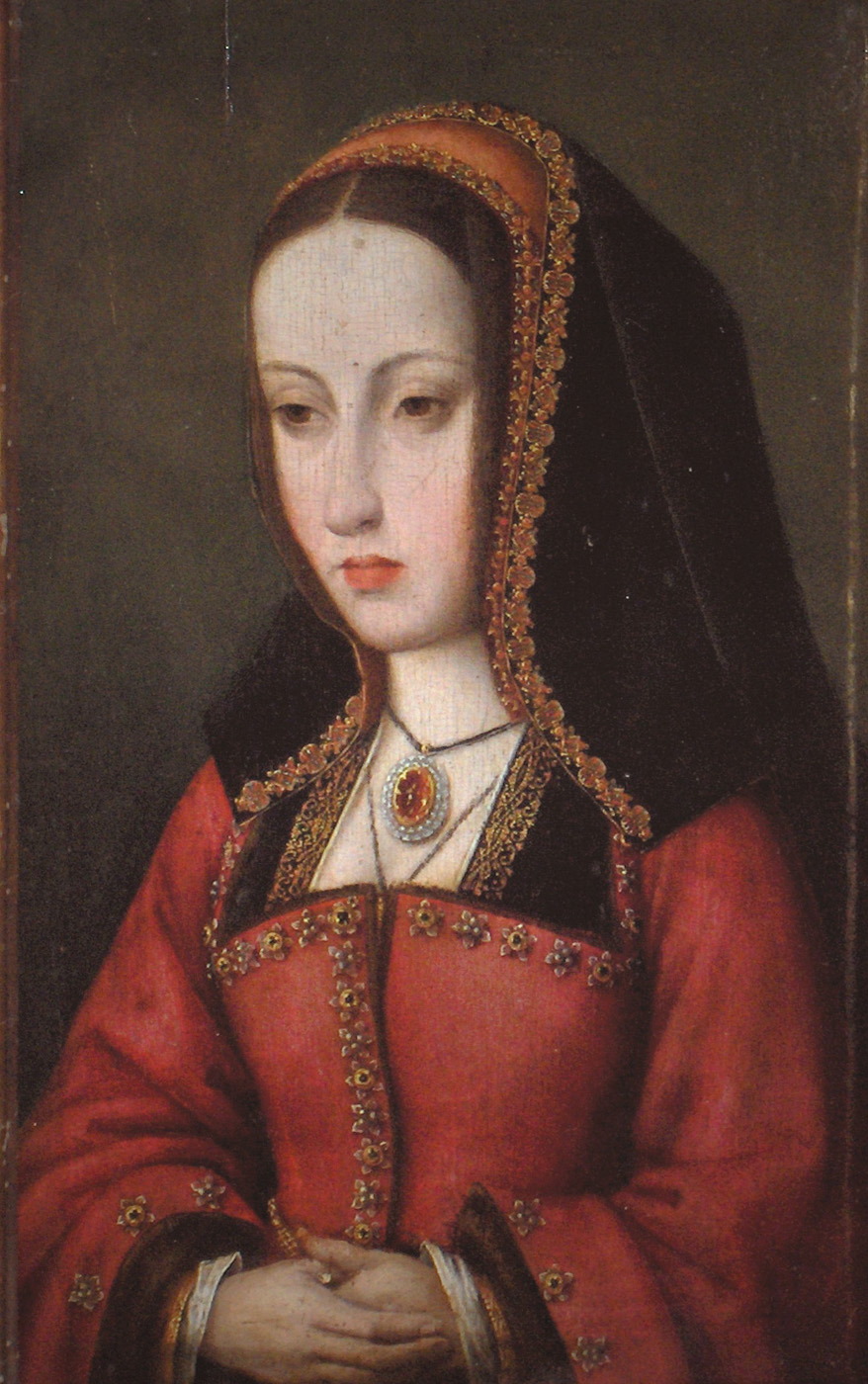
Posiblemente por Jacob van Lathem, Juana I de Castilla, en torno a 1500.
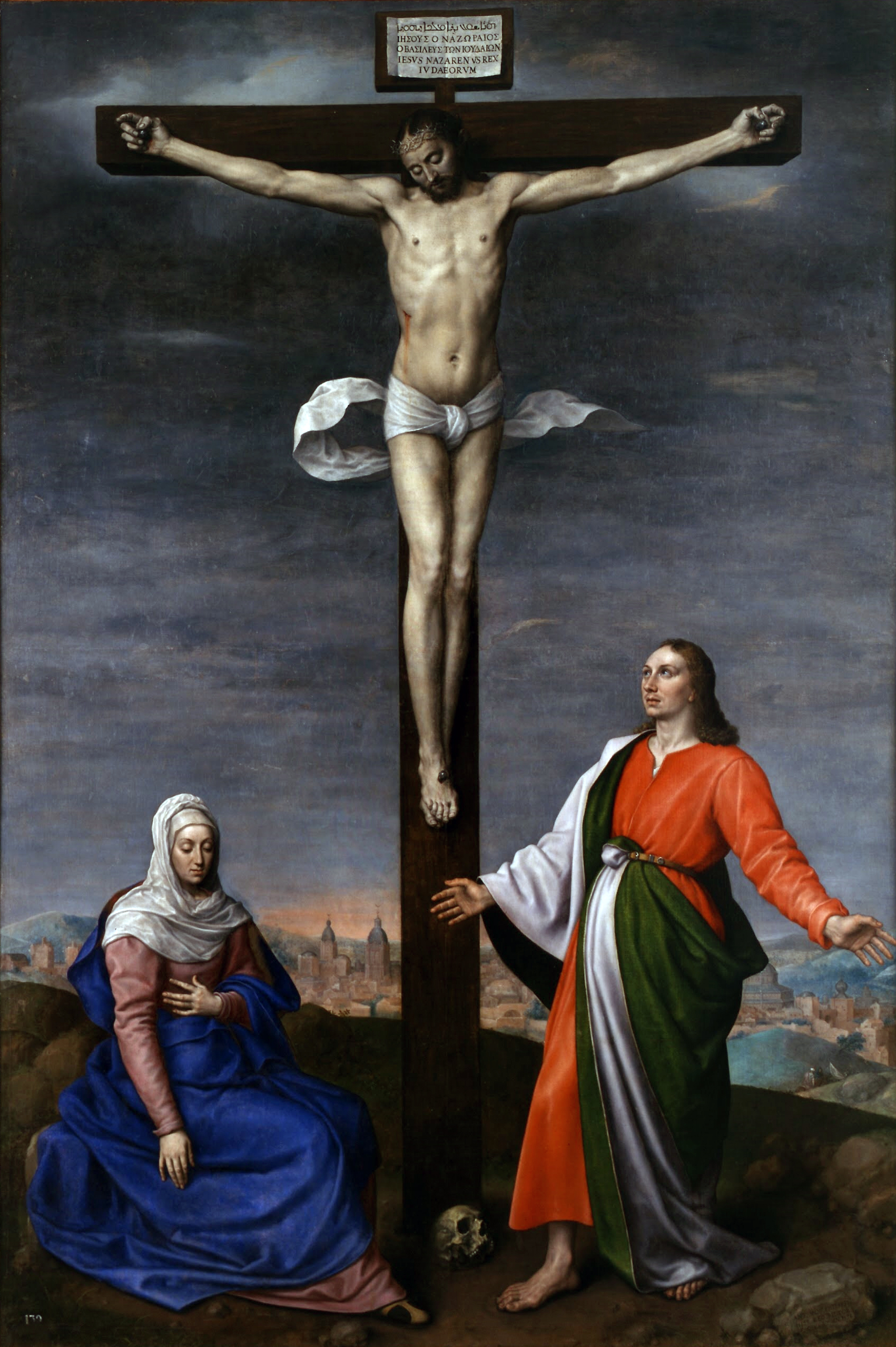
Antonio Moro, Calvario, 1573.
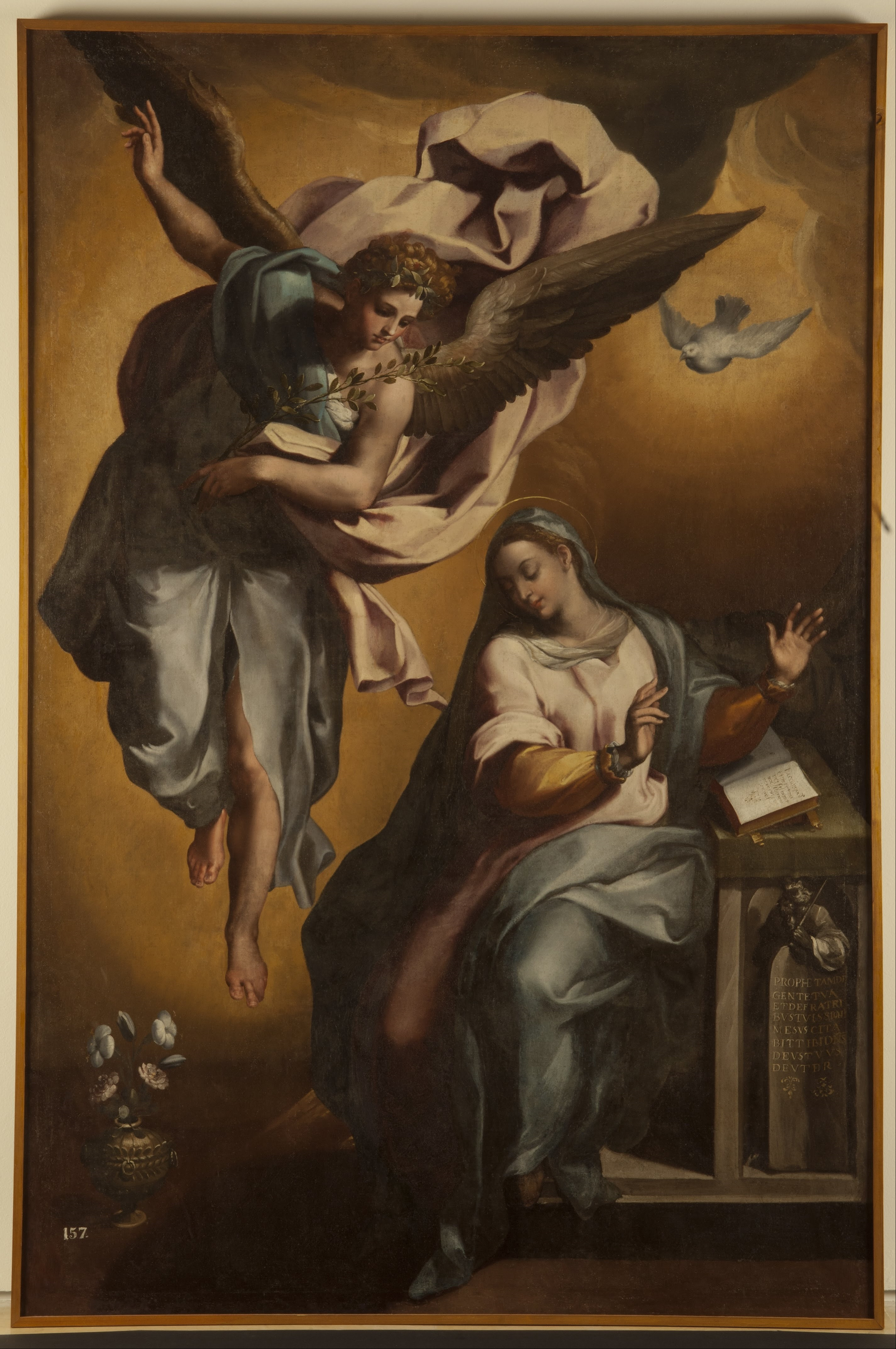
Gregorio Martínez, La anunciación de María, 1596.
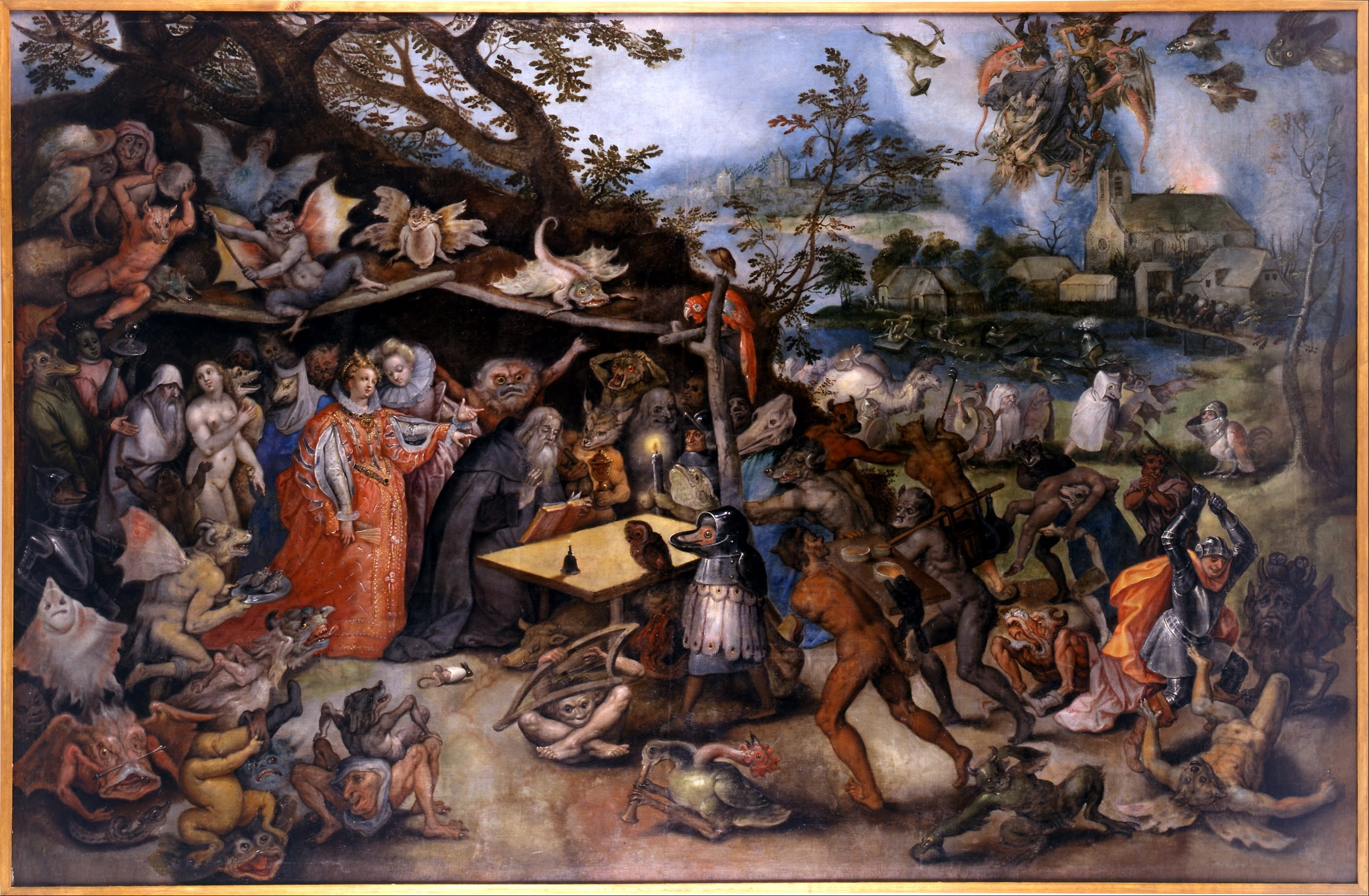
Brueghel de Velours, Tentaciones de San Antonio Abad

### Esculturas

#### Entre el gótico y el renacimiento
Las primeras salas del Museo Nacional de Escultura permiten observar como durante el reinado de los Reyes Católicos en el arte castellano convive el gótico tardío, el realismo flamenco y el nacimiento del humanismo. Además de la monarquía, la actividad artística fue promovida por nuevos mecenas como la burguesía, príncipes, obispos o mercaderes para decorar sus capillas, residencias civiles o catedrales. Muchas obras encargadas para decorar estos espacios provenían de talleres europeos donde, los focos de producción más activos, se encontraban principalmente en Flandes, Borgoña, Suabia o Bohemia. Por otro lado, aunque la mayoría de las obras son anónimas en este periodo de transición los artistas más avanzados comienzan a ser conocidos por su nombre.
En cuanto a la temática, en el arte medieval, se supera la prohibición bíblica de fabricar y rendir culto a las imágenes permitiendo dar rienda suelta a la creación de todo el imaginario del cristianismo y se produce un avance hacia el naturalismo emprendido por algunos focos artísticos centroeuropeos. Todos estos grandes cambios anuncian la llegada de la Era Moderna. 

Algunas de las obras medievales de mayor interés del Museo Nacional de Escultura poseen una cronología avanzada como la Piedad procedente del Monasterio de San Benito el Real (Valladolid), el retablo flamenco la Vida de la Virgen procedente del desaparecido Convento de San Francisco (Valladolid), el Retablo de San Jerónimo obra de Jorge Inglés, la Silla de Coro de Rodrigo Alemán o La Muerte obra del flamenco Gil de Ronza.

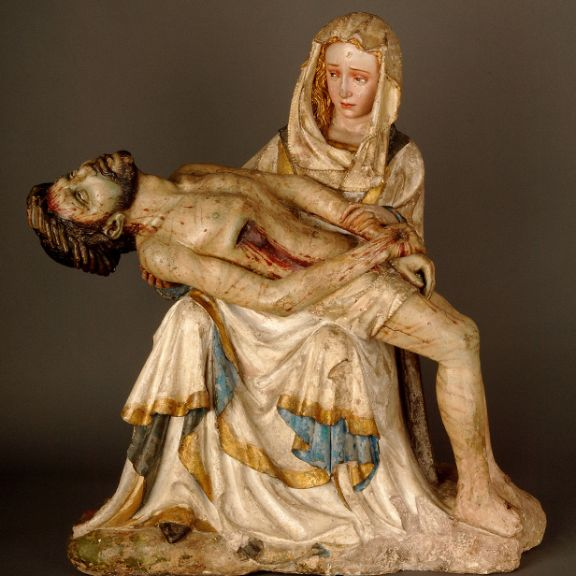
Piedad, anónimo germánico, 1514.
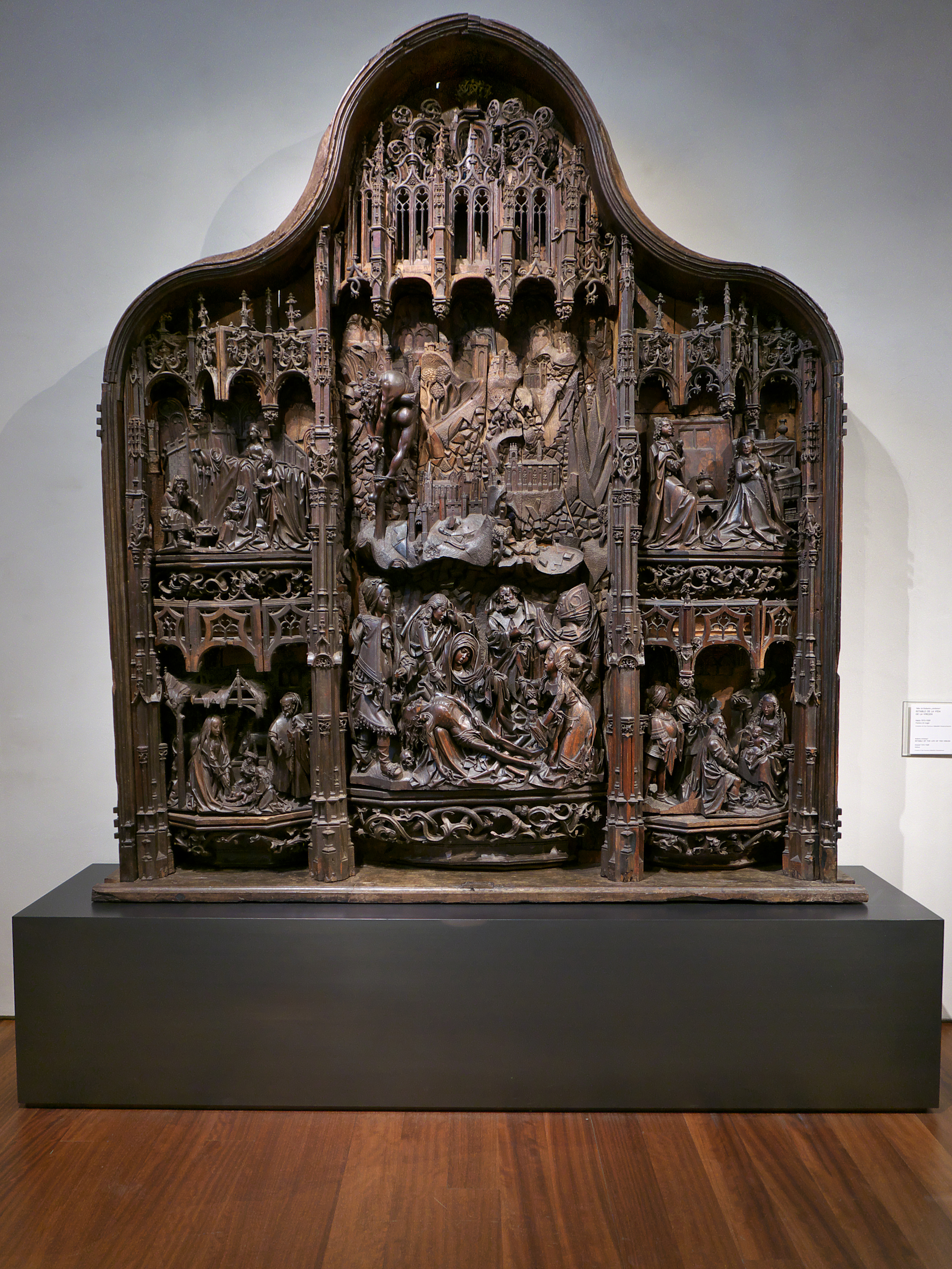
Retablo de la vida de la Virgen, anónimo, taller de Amberes, hacia 1515.
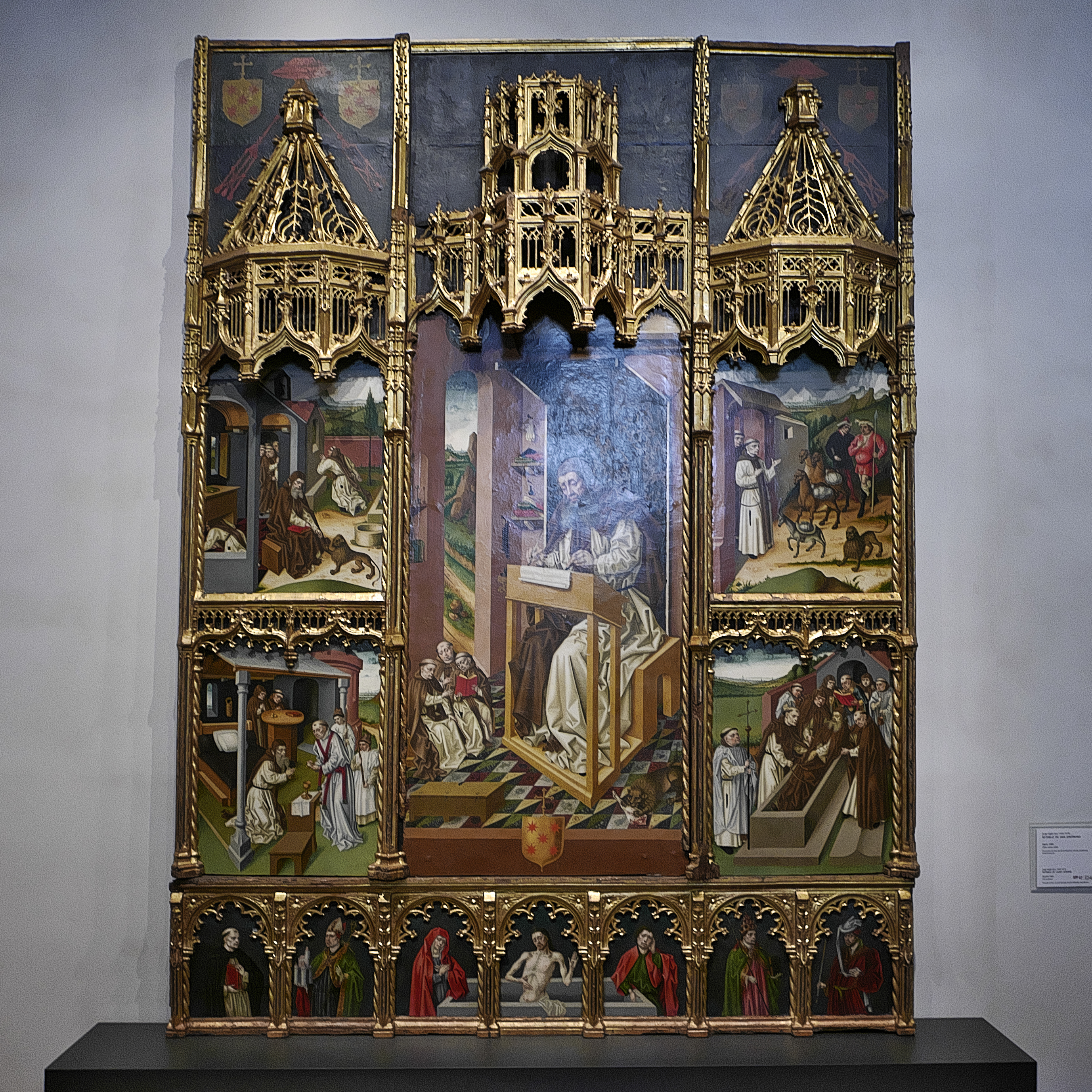
Jorge Inglés, Retablo de San Jerónimo, ca. 1465.
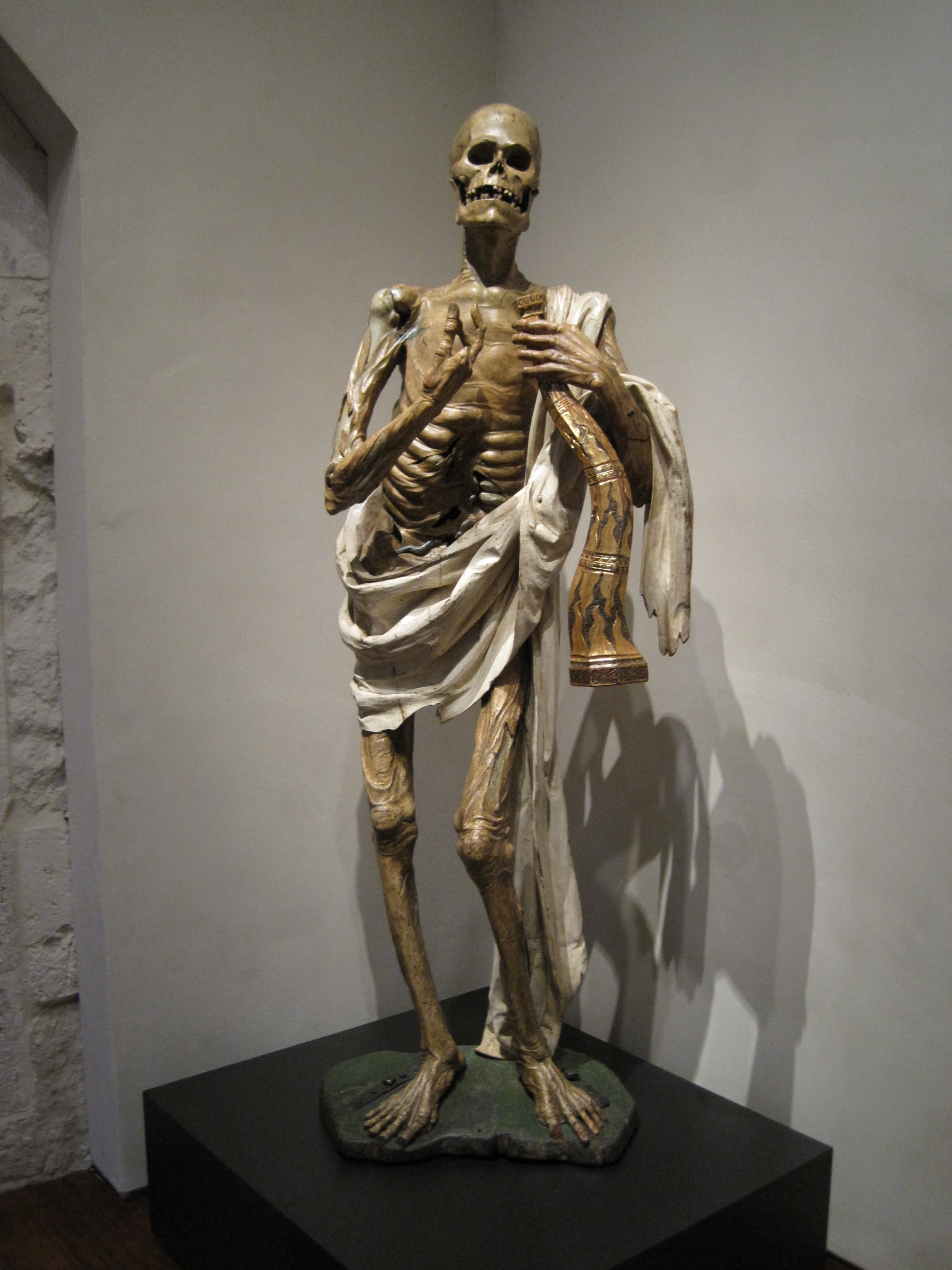
Gil de Ronza, Muerte, 1522.
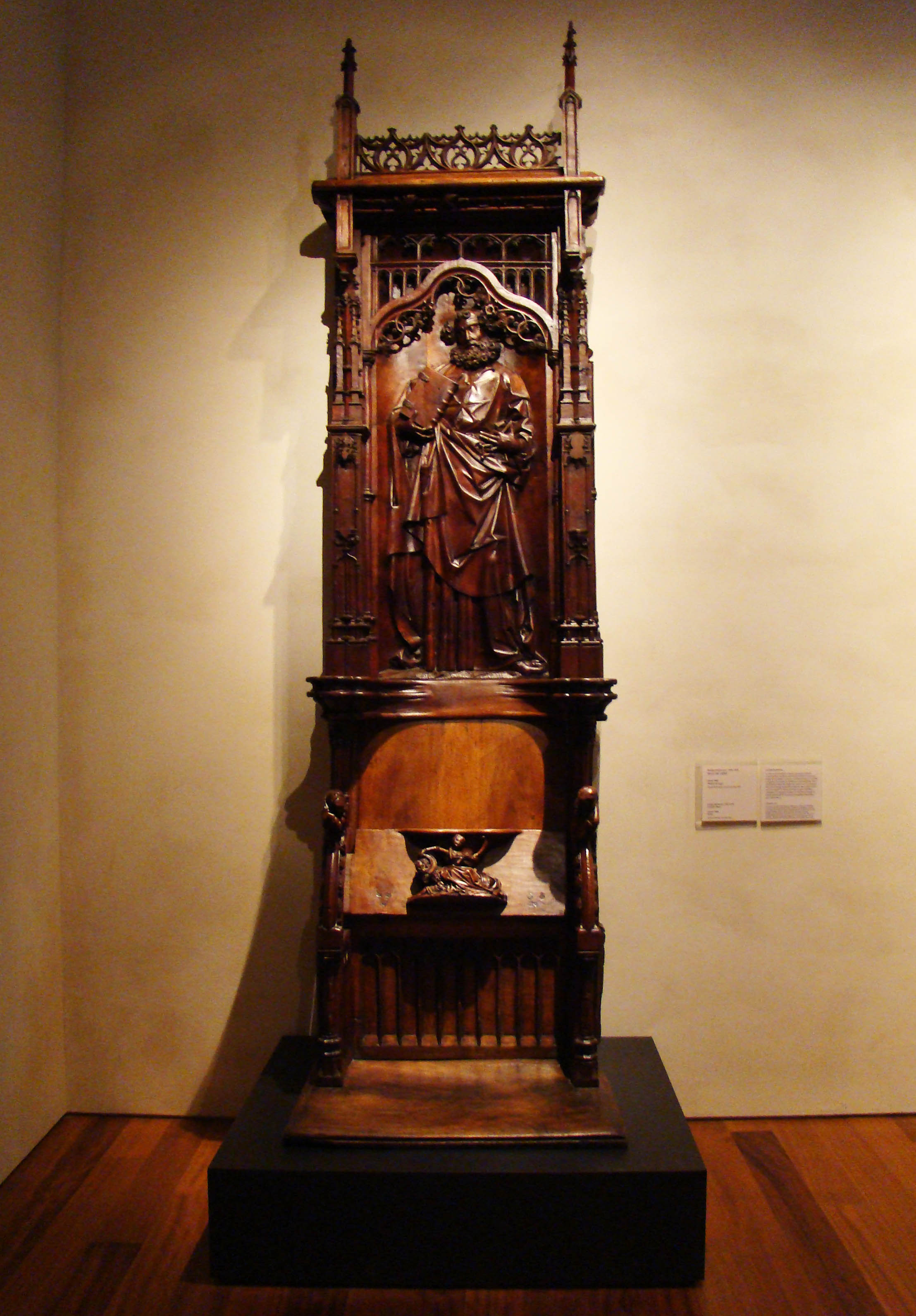
Rodrigo Alemán, Silla de Coro, 1500.

#### Renacimiento
Durante los primeros años del siglo XVI, conviven dentro del espíritu renacentista distintos estilos como el clasicismo italiano, la tradición flamenca y el Manierismo de Alonso Berruguete. Dentro de la colección artística de este siglo, se puede contemplar el Retablo de la Pasión de Cristo, obra de fray Rodrigo de Holanda, representativo de la estética flamenca, la Sagrada Familia, de Diego de Siloé o la Virgen con el Niño de Felipe Vigarny. 

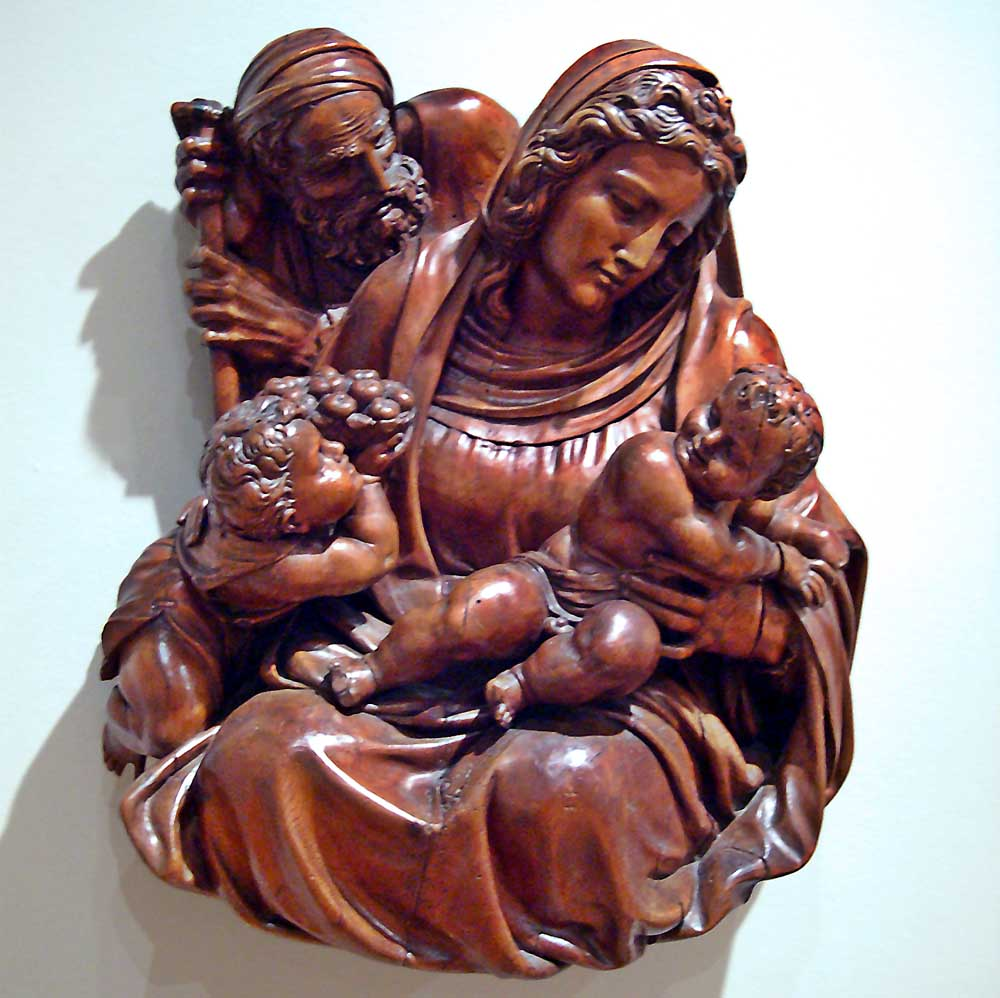
Diego de Siloé: Sagrada Familia
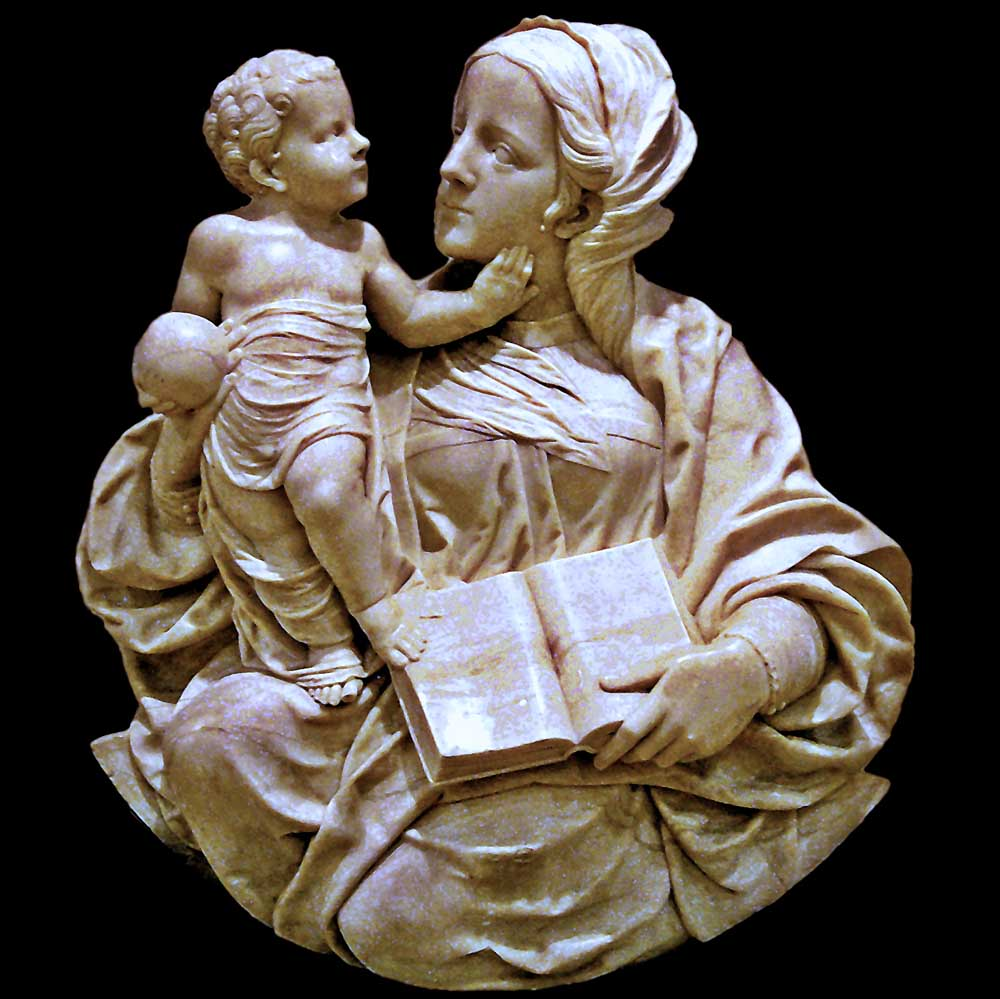
Felipe Vigarny: Virgen con niño
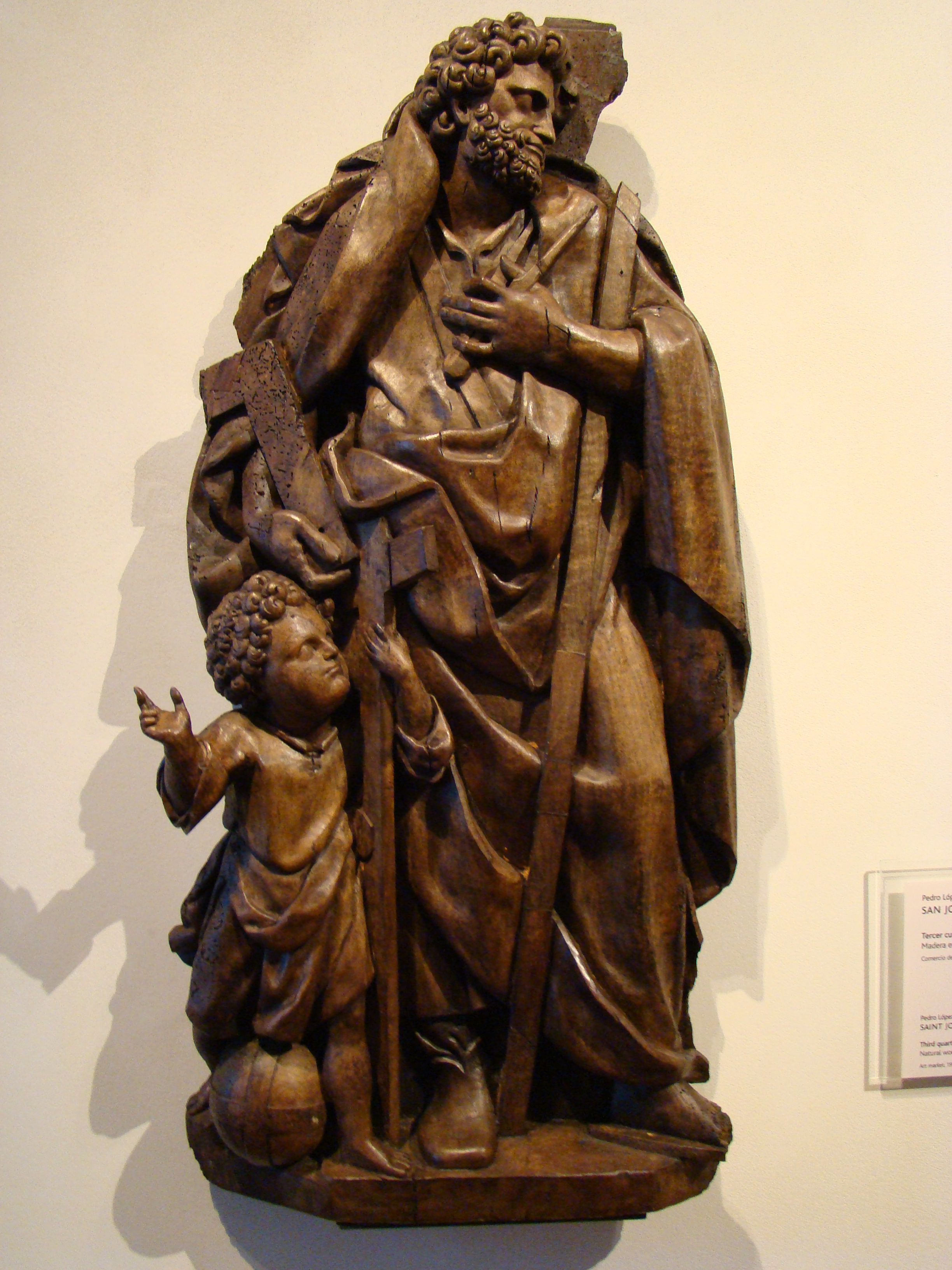
Pedro López de Gámiz: San José con el Niño (tercer cuarto del siglo XVI)
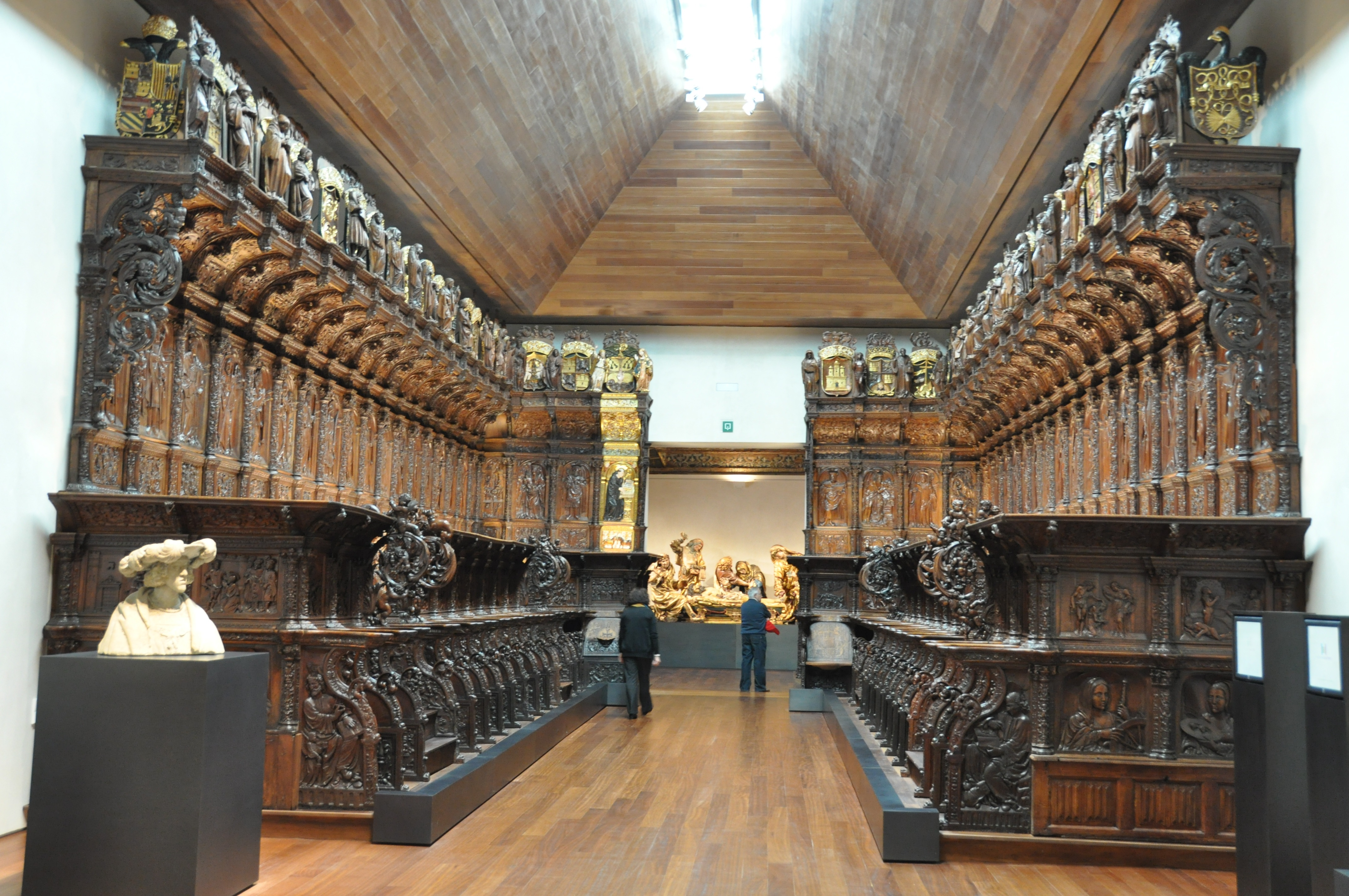
Antigua Sillería del Coro bajo de la iglesia de San Benito de Valladolid

A esta época corresponde también la Sillería del Coro Bajo de San Benito el Real, contratada en 1525 para celebrar los Capítulos Generales de los benedictinos en Castilla, cuyo principal centro era el monasterio de San Benito el Real de Valladolid. Su diseño y ensamblaje fue encargado a Andrés de Nájera. El conjunto está integrado por cuarenta sitiales; de ellos treinta y cuatro corresponden a los monasterios de la Congregación y el resto a benefactores de la misma. En cada sitial figura el nombre del monasterio en su respaldo, su titular, el fundador o un personaje relacionado con el monasterio en su tablero y el escudo en el remate. El único sitial policromado es el que pertenece al monasterio de Valladolid, haciendo constar su importancia sobre los demás. La sillería baja está formada por veintiséis sitiales decorados con episodios de la vida de Cristo y la Virgen. El conjunto presenta una rica ornamentación renacentista a base de grutescos, medallones, mascarones y trofeos.
Por último, en dos espacios diferenciados del resto, se expone parte de la producción artística de los dos autores más importantes del Manierismo expresivo castellano del siglo XVI; Alonso Berruguete y Juan de Juni. Asimismo, se exponen obras de los directos discípulos de estos autores como Francisco Giralte -San Francisco-, Leonardo de Carrión y Diego Rodríguez -Las tentaciones de San Antonio Abad-.
La escultura del último tercio de siglo, romanista, está representada por Juan de Anchieta —San Onofre— y Pedro de la Cuadra —Redención de Cautivos—.
Retablo de San Benito el Real

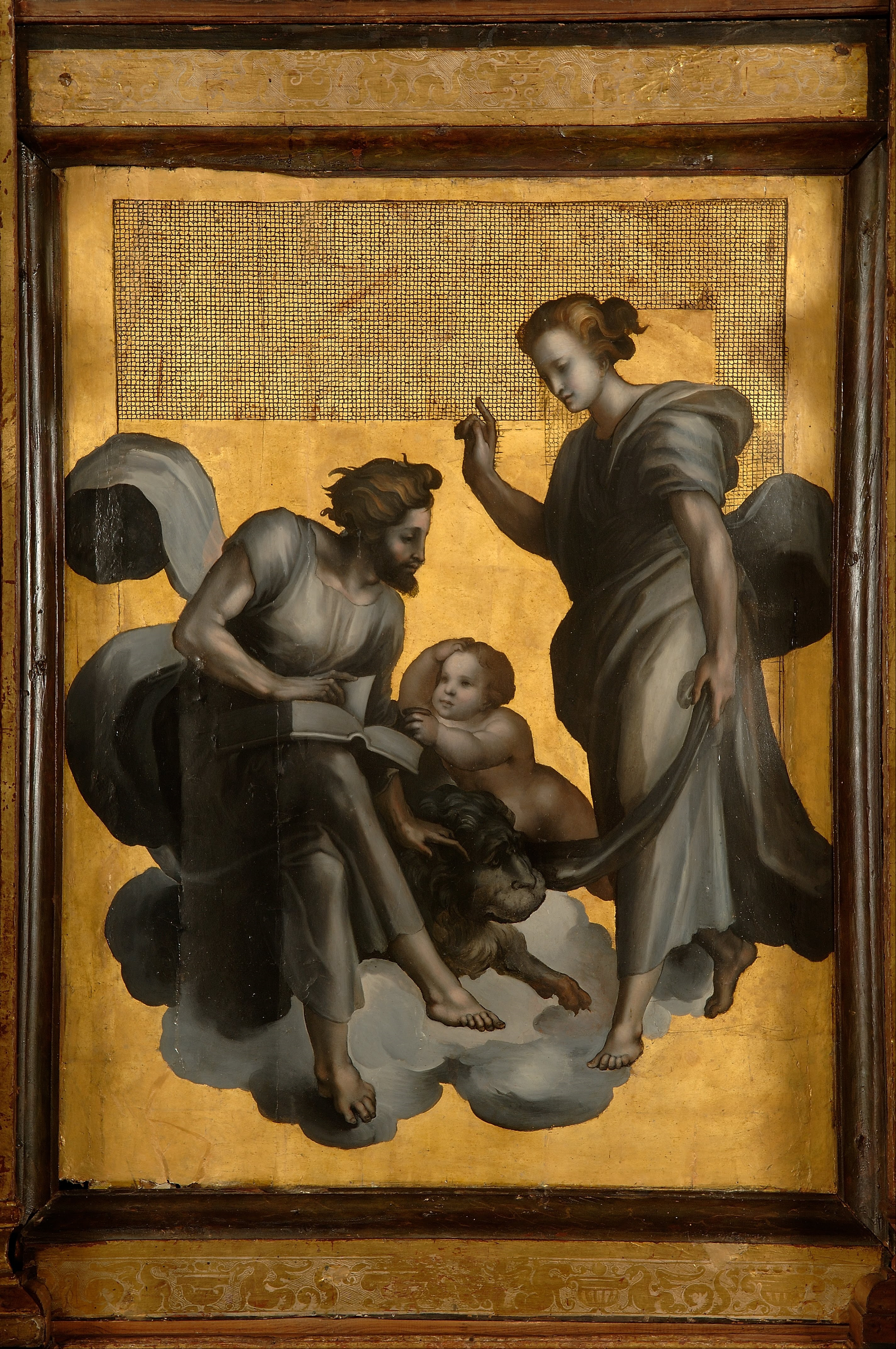
Parte del Retablo de Alonso Berruguete.

El retablo procedente de la iglesia del monasterio de San Benito el Real de Valladolid ocupa tres salas del Colegio, las antiguas aula de Artes, la cocina y el refectorio. El retablo fue encargado por el abad fray Alonso de Toro en 1526 a Alonso Berruguete y terminado en 1532. Debido a su gran volumen y la ausencia de algunas piezas el conjunto se presenta fragmentado.
En su montaje original, consta de un gran cuerpo central semicircular y dos alas rectas laterales. Verticalmente se reparte en once calles y horizontalmente en dos grandes cuerpos y un banco o predela. Dentro de esta gran estructura se encuentran las figuras de bulto, relieves y pinturas siguiendo un esquema dirigido a un espectador capaz de comprender su mensaje como eran los monjes benedictinos en cuya iglesia se albergaba el conjunto.
En la calle central del retablo se disponían de arriba abajo los temas: El Calvario, La Asunción de María y San Benito. Los elementos restantes se distribuyen en tres bancos o niveles. En el primero, se hallarían catorce esculturas representativas del Antiguo Testamento como El sacrificio de Isaac, Jacob y sus doce hijos en representación de las doce tribus de Israel. Sobre los patriarcas del Antiguo Testamento, en el segundo nivel, se hallan alusiones al Nuevo Testamento en referencia a las figuras de los doce apóstoles que rodean relieves con escenas de la infancia de Cristo: Nacimiento, Adoración de los Reyes Magos, Presentación en el templo y Huida a Egipto. En el tercer nivel, se hallan escenas de la vida de San Benito y figuras del santoral cristiano.
Juan de Juni
De la obra del escultor francés destaca El entierro de Cristo. Procedente del desaparecido convento de San Francisco, desamortizado, está formado por siete esculturas de tamaño mayor que el natural, en el centro de la escena se encuentra la figura de Cristo yacente, mientras que el resto de los personajes proceden a su amortajamiento; retirando espinas, perfumando el cuerpo o limpiando las heridas. 

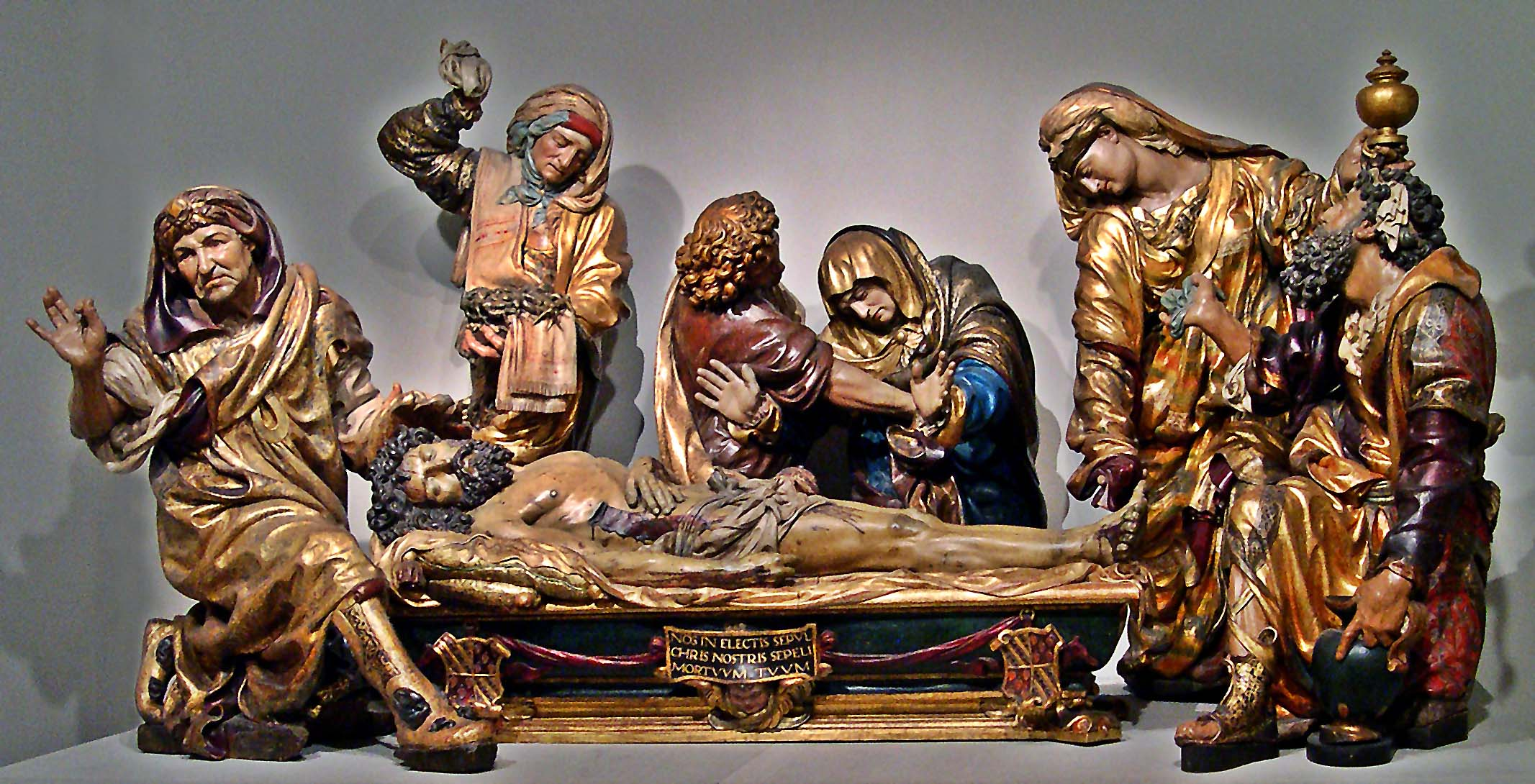
Juan de Juni: El entierro de Cristo
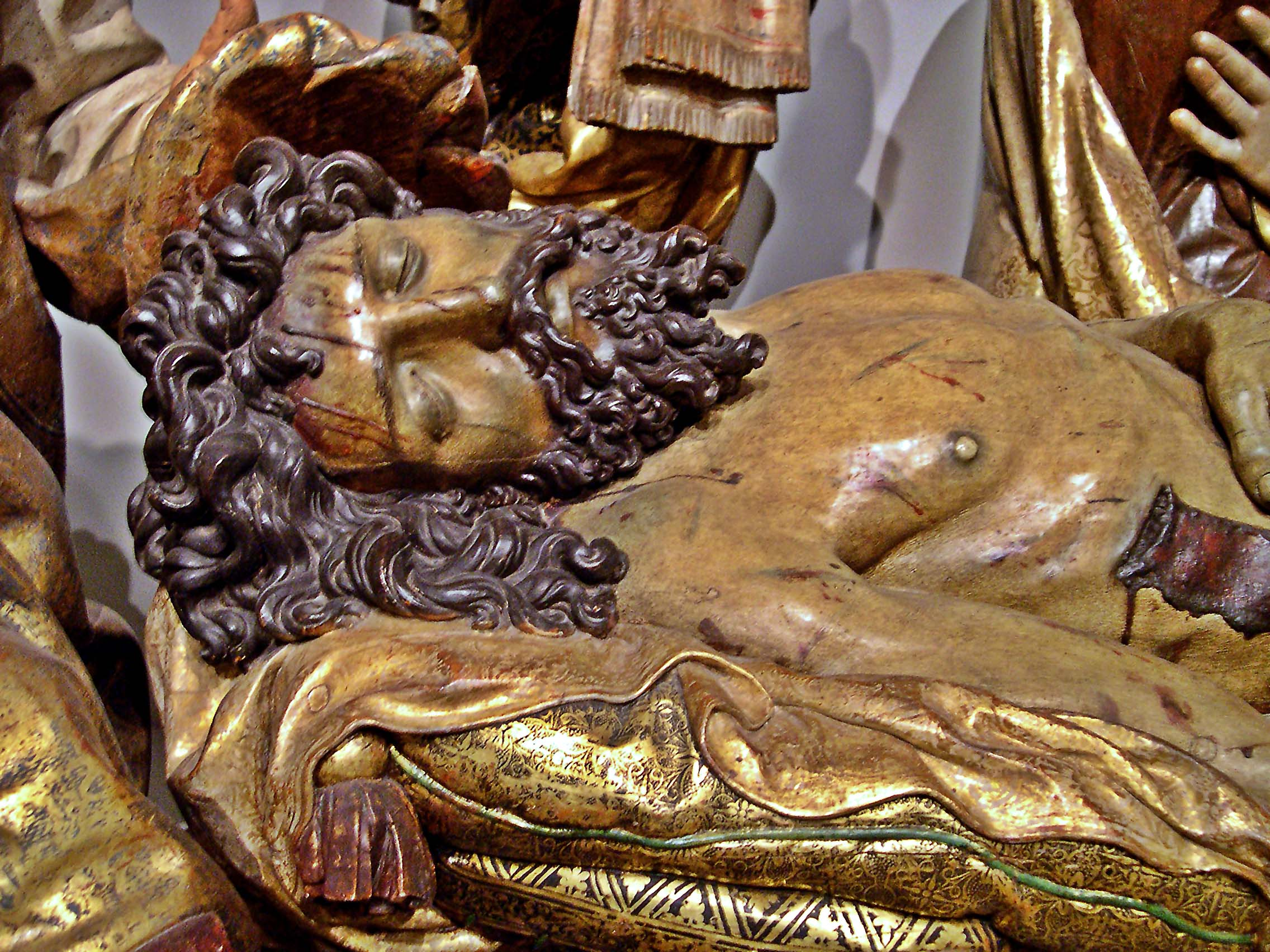
Juan de Juni: El entierro de Cristo (detalle)
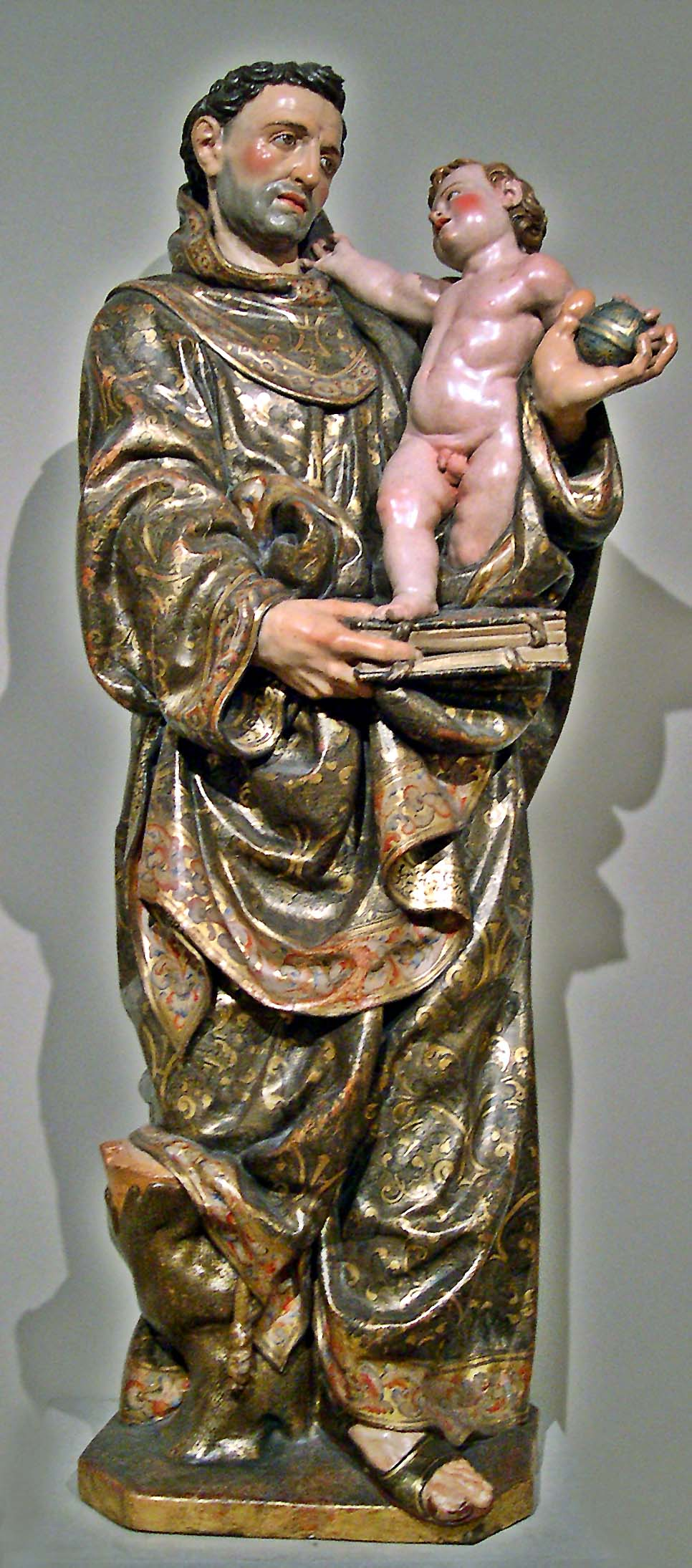
Juan de Juni: San Antonio de Padua
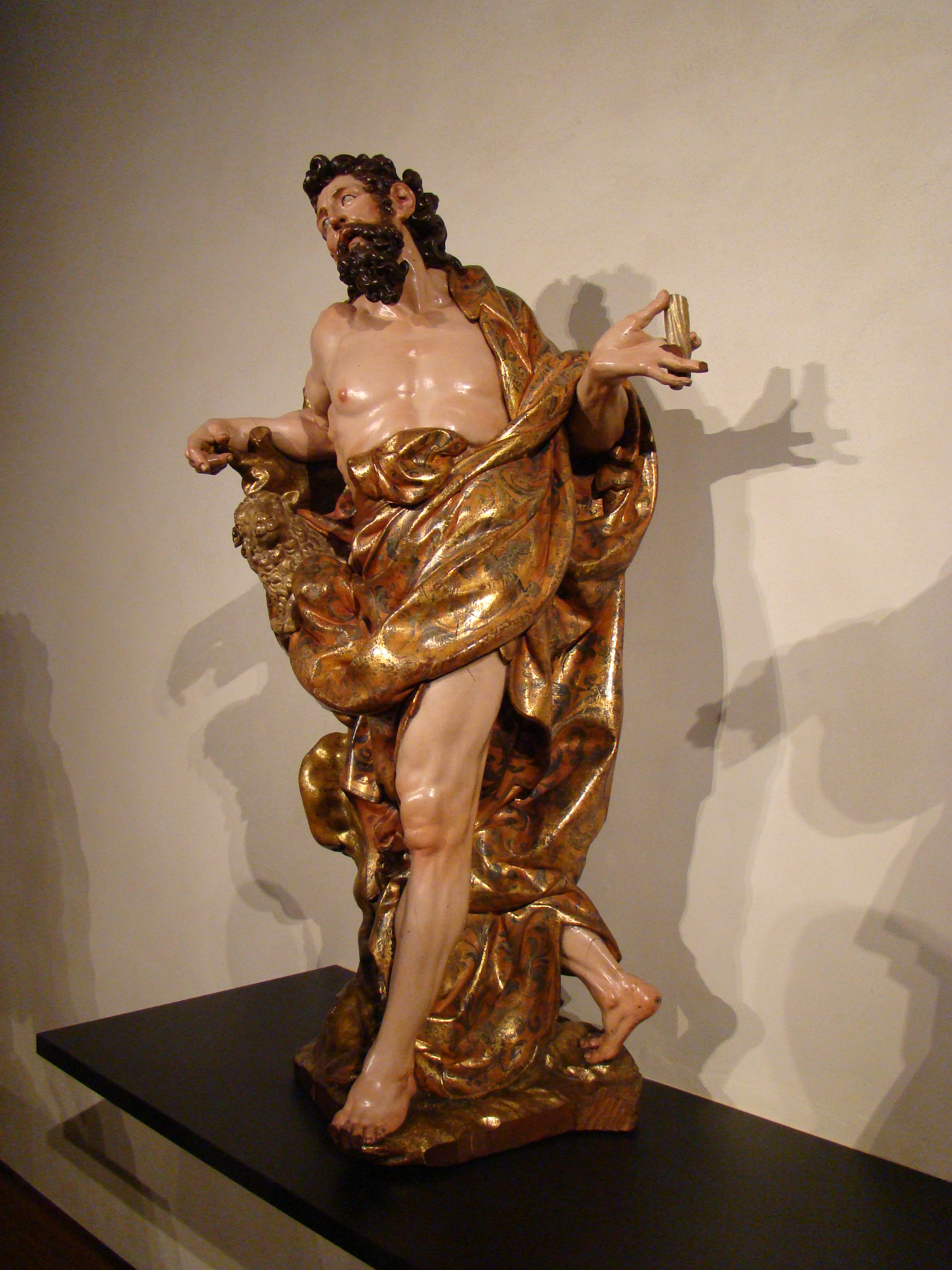
Juan de Juni: San Juan Bautista

Otras obras del maestro francés son El Calvario procedente del palacio de los Águila de Ciudad Rodrigo, la escultura de San Antonio de Padua y una excelente Santa Ana, que se halla desde 1843 en el Museo.
Se exhiben también esculturas de Pedro López de Gámiz -San José con el Niño— o Esteban Jordán —Entierro de Cristo—.

#### Barroco y pasos procesionales

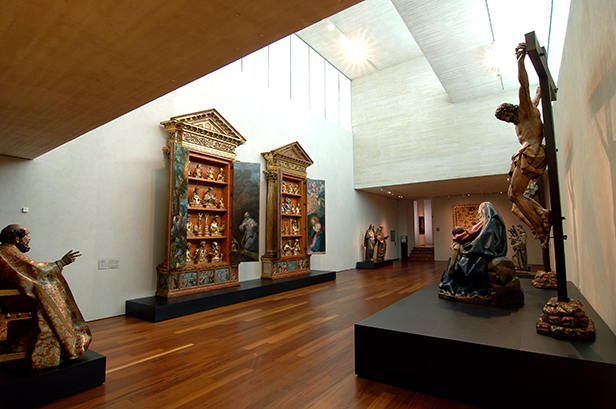
Una de las salas del Museo Nacional de escultura dedicada al Barroco

La escultura barroca está ampliamente representada en el Museo Nacional de Escultura donde al servicio de la ofensiva contrarreformista del Papado se encuentran artistas como Gregorio Fernández, los Carducho, Martínez Montañés, Alonso Cano, Pedro de Mena o Francisco Ribalta. Valladolid, Granada y Sevilla fueron focos muy activos donde el mensaje moral y devoto se encontraba en obras de gran verismo donde abundaron temas como el éxtasis de santos, las visiones celestiales o la representación macabra de la muerte. Toda esta temática tuvo una ferviente acogida donde la representación de lágrimas, sangre o la morbidez de los cuerpos ayudaba al engaño de los sentidos del espectador y sugería una visión sobrenatural. La Iglesia se convierta en el principal cliente de los artistas para imponer la  temática y dirigir el pensamiento hacia la propagación de milagros y el culto de reliquias. En toda esta promoción artística las órdenes religiosas, especialmente de los jesuitas, jugaran un papel esencial para impulsar la canonización de mártires contemporáneos (Teresa de Ávila, Pedro de Alcántara o Diego de Alcalá) y popularizar el culto de fiestas de devoción popular como la Inmaculada Concepción.

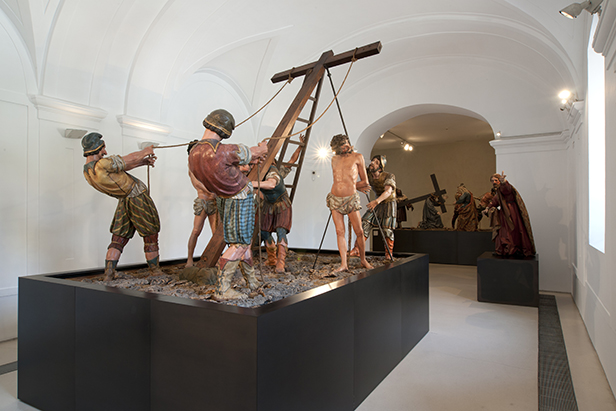
Sala de pasos del Museo Nacional de Escultura

Asimismo, un capítulo importante de esta centuria es el de los retablos barrocos donde, obras que en la actualidad se exhiben descontextualizadas del contexto eclesiástico o se presentan en soledad, formaban parte de grandes conjuntos –retablos y sillerías de coro–. Las proporciones y la riqueza de los conjuntos visibles en determinadas salas del museo sirven de referencia para evocar el lugar que ocuparon originalmente otras obras escultóricas de la colección. 
Por otro lado, una de las colecciones más representativas de la escultura barroco española que custodia y conserva el Museo Nacional de Escultura son los pasos de Semana Santa de Valladolid, un grupo de figuras dispuestos sobre una plataforma, que escenifican un determinado episodio de la Pasión de Cristo. Como un hecho singular museístico desde 1922 accede al préstamo de varios conjuntos escultóricos a las cofradías de la Semana Santa vallisoletana. En total, son 104 imágenes procedentes de sus fondos las que se integran en los correspondientes pasos.
En origen las imágenes de este espectáculo procesional, que se exhibe anualmente por las calles de la ciudad, se realizaban en materiales de carácter efímero hasta que se generalizó la talla en madera policromada que se complementaba con postizos de cristal o marfil. Francisco del Rincón, Gregorio Fernández o Andrés Solanes fueron los principales artistas de renombre encargados de satisfacer la demanda de las cofradías vallisoletanas de una imaginería barroca que, por su escenografía y figuras a tamaño natural, impactaba y servía para adoctrinar a los fieles.  
Esta práctica de la religiosidad católica que, condensa los rasgos más característicos del gusto barroco, perduró hasta el siglo XVIII cuando la secularización de la población y el avance de la mentalidad ilustrada hicieron que mermará el interés por esta costumbre que, fue relanzada, hacia 1920 por la Iglesia.   
Galería de obras maestras:

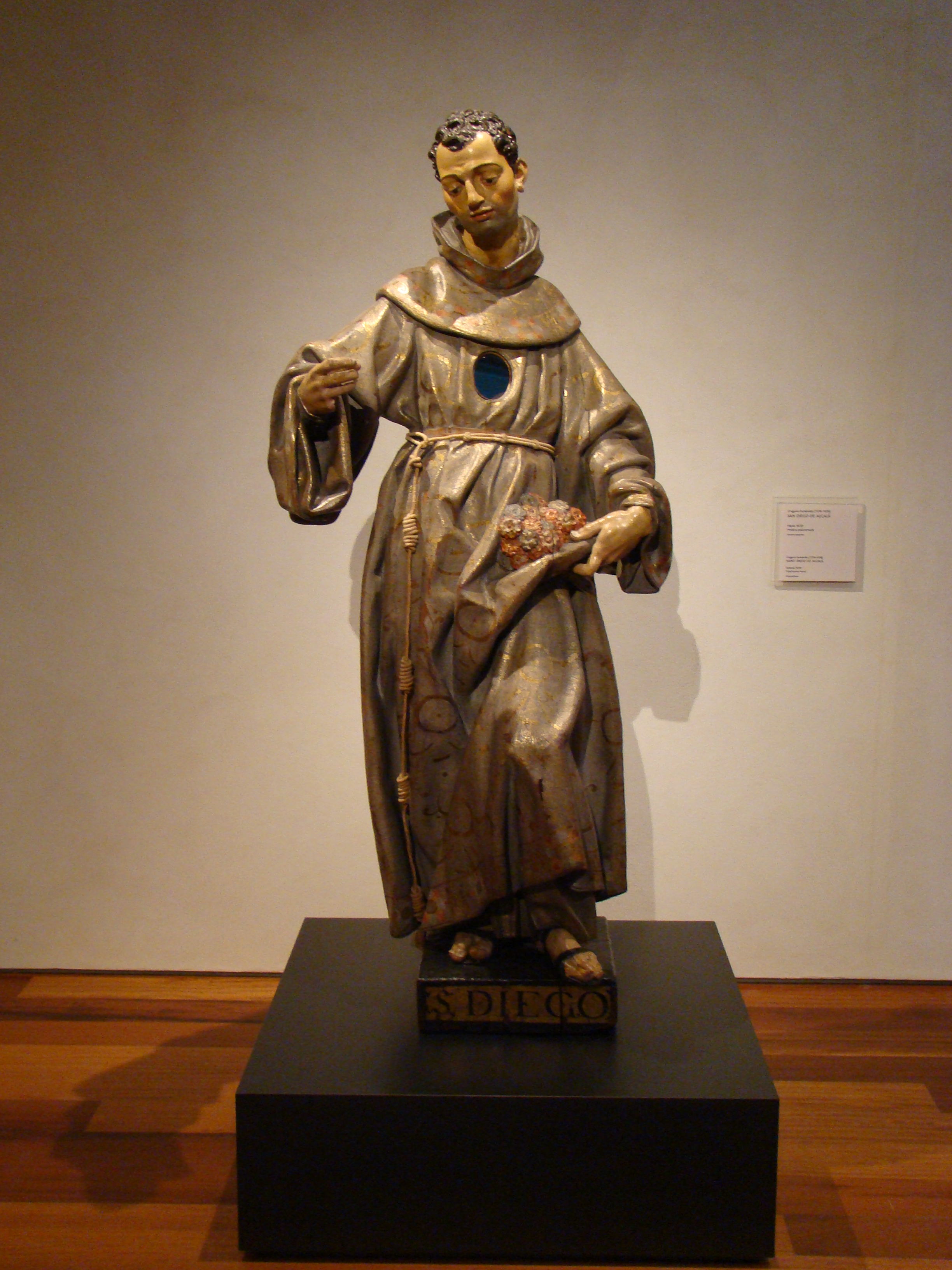
Gregorio Fernández: San Diego de Alcalá, 1605.
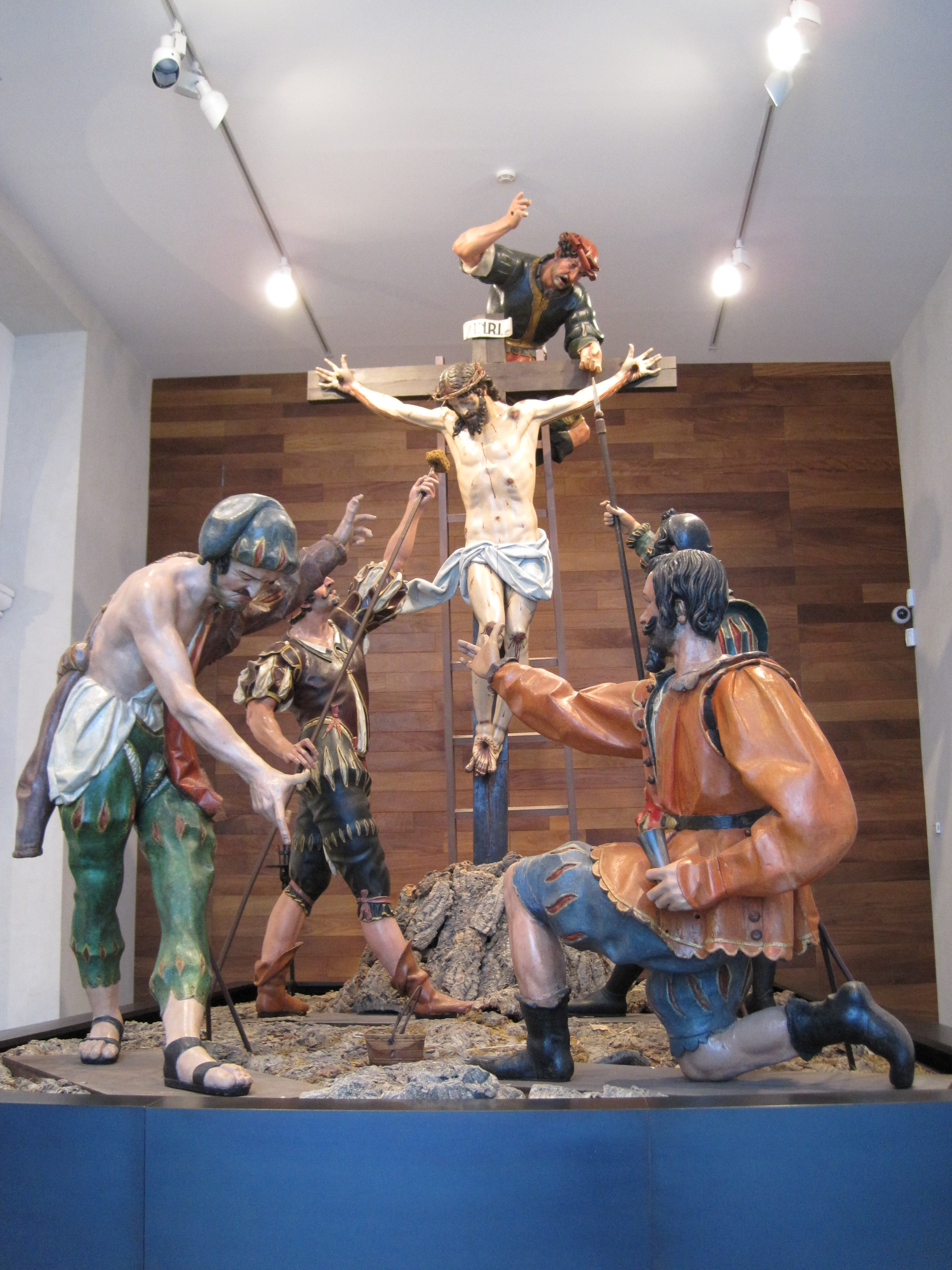
Gregorio Fernández: Sed Tengo, 1612-1616.
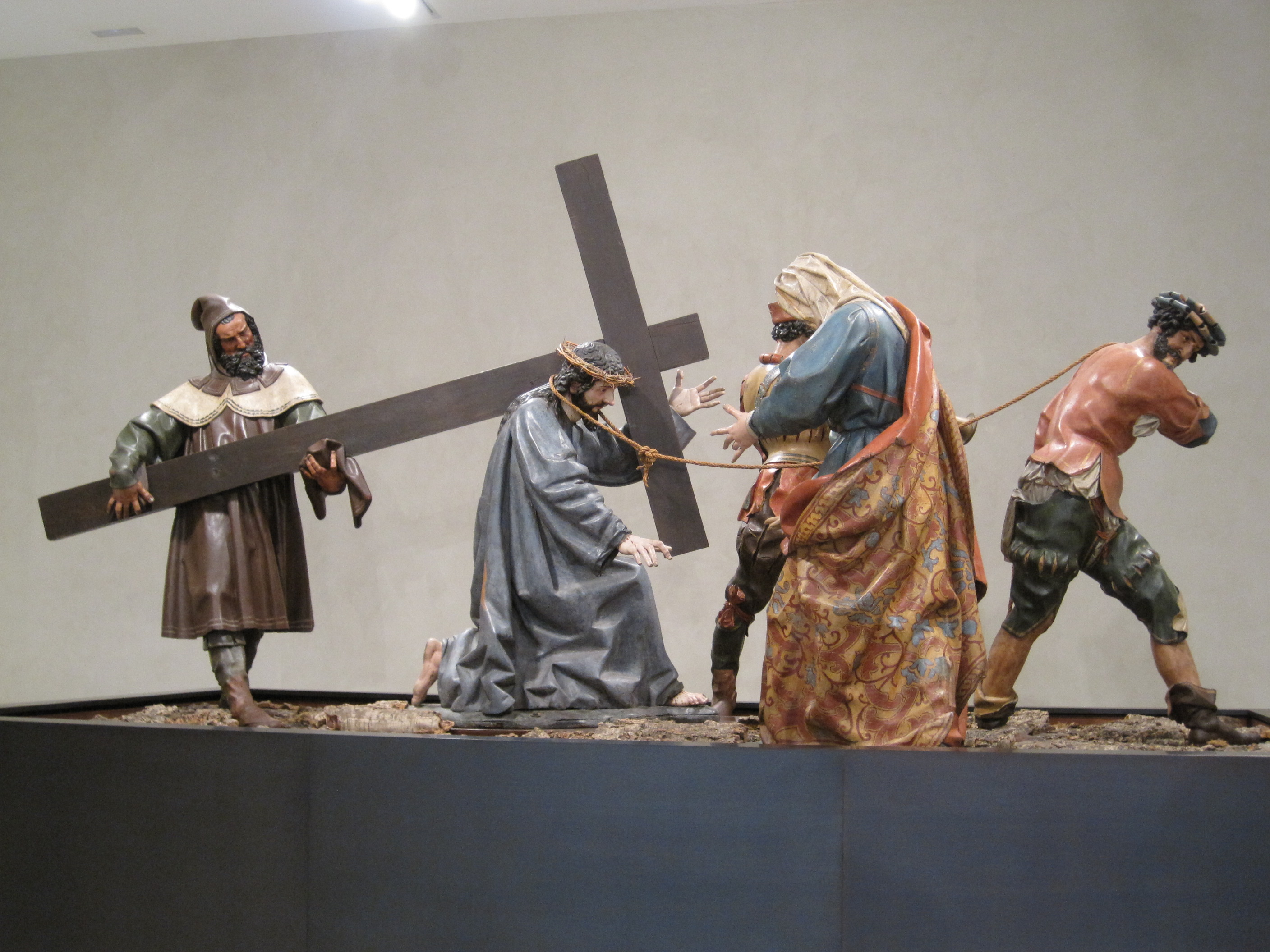
Gregorio Fernández: Camino del Calvario, 1614.
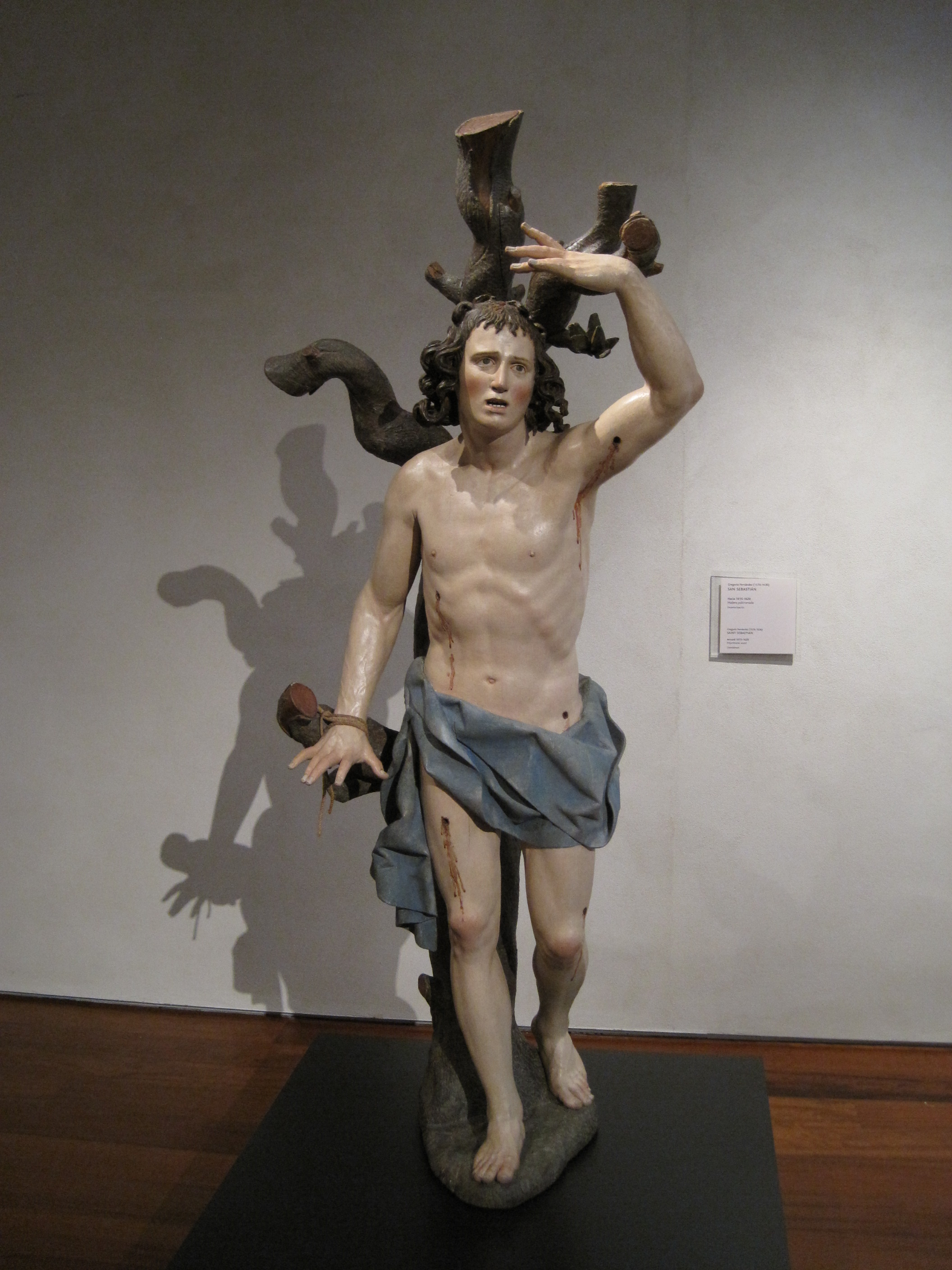
Gregorio Fernández: San Sebastián, 1615-1620.
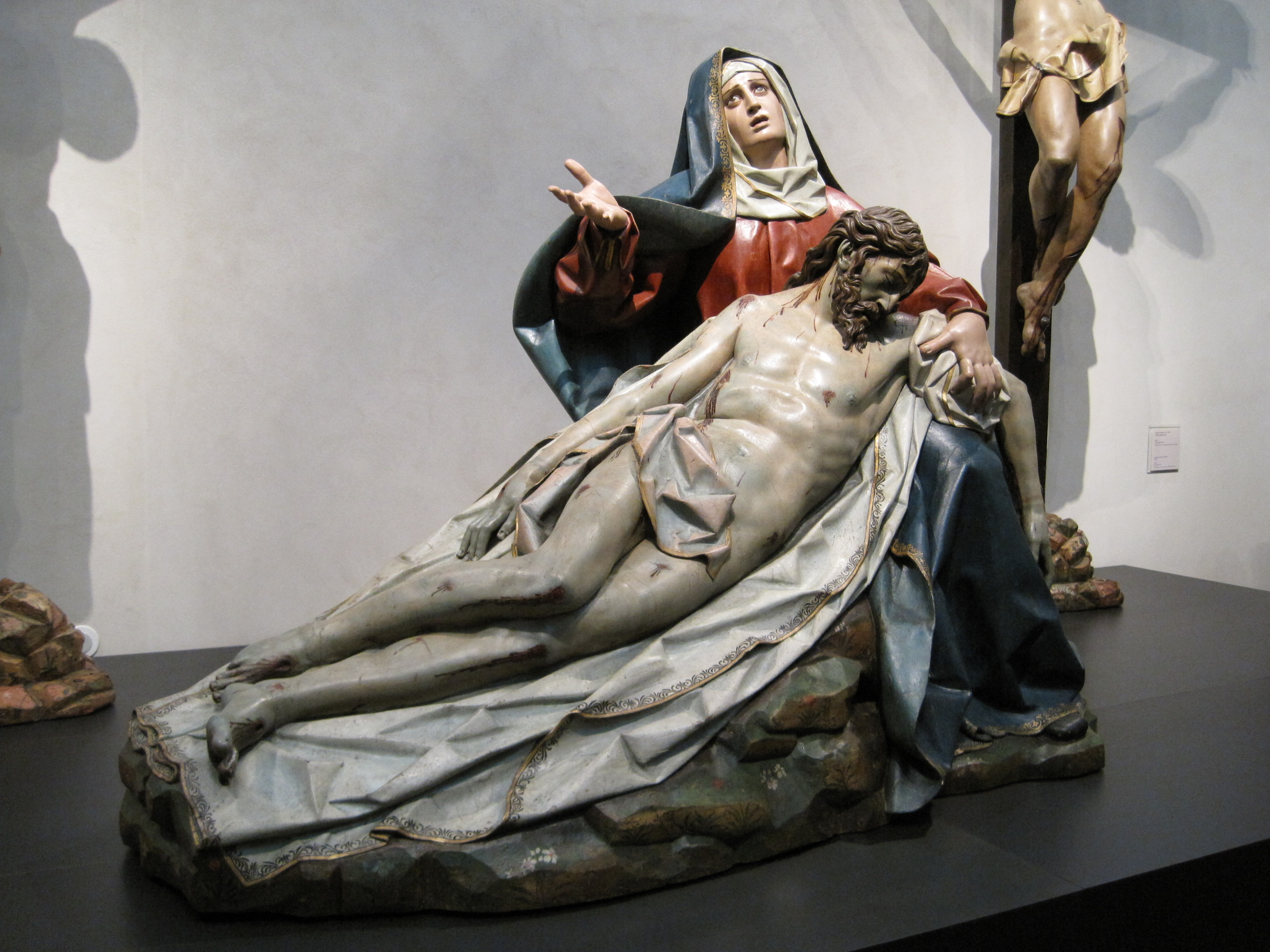
Gregorio Fernández: La sexta angustia (1616-1617).

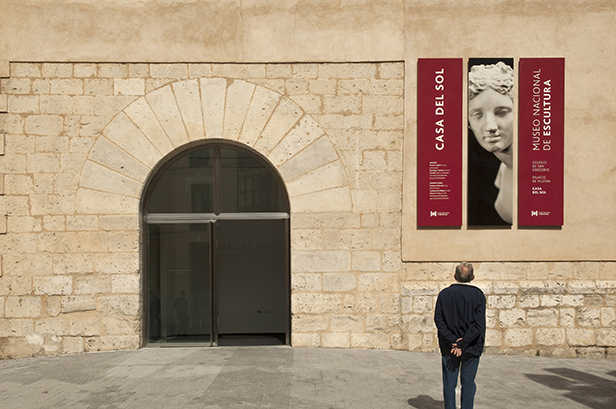
Acceso de la Casa del Sol, sede de la colección de reproducciones artísticas del Museo Nacional de Escultura.

### Reproducciones Artísticas
El origen de la colección de vaciados que ostenta desde noviembre de 2011 procede del, suprimido administrativamente por decisión del Ministerio de Cultura, Museo Nacional de Reproducciones Artísticas. El Museo Nacional de Escultura era el más adecuado para acoger esta colección al ser el único museo estatal especializado en escultura. Con su ingresó no solo aumentaron los fondos escultóricos del museo sino que se amplió el marco cronológico de la colección histórica centrada en la escultura devocional de madera policromada de los siglos XV a XVIIII. Parte sustantiva de esa colección se puede ver en el Museo Nacional de Escultura, desde el 29 de febrero de 2012, en la Casa del Sol convertida, tras su rehabilitación, en tercera sede del museo (junto al Colegio de San Gregorio y el Palacio de Villena).

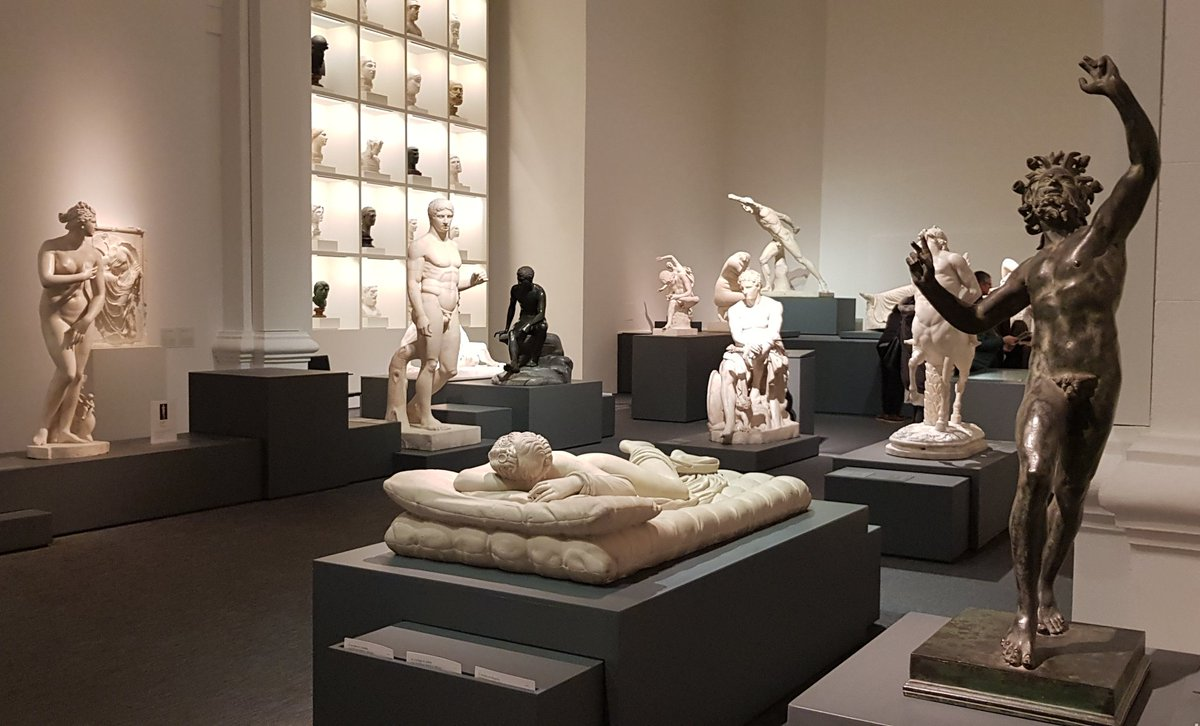
Interior de la exposición permanente de la Casa del Sol.

Toda esta colección de copias recoge obras míticas de diversas civilizaciones al poseer ejemplares que reproducen estatuas de toda la cultura occidental, es decir, de la Antigüedad clásica, medievales, renacentistas, barrocas y una serie de conjuntos arquitectónicos de diversos periodos. En cuanto a los materiales, destaca principalmente el yeso, pero también, los bronces, terracotas, etc. En conjunto son una representación del proceso de imitación realizado mediante medios mecánicos para obtener una copia idéntica de una obra realizada por un escultor a través de la talla directa. Y por contraste, el vaciado, otorga la posibilidad de establecer relaciones entre el trabajo original y personal de un artista con la reproducción. 
Por otro lado, de entre todos los fondos del extinguido Museo de Reproducciones, destaca la exposición, en la Casa del Sol, de las copias de la Antigüedad clásica realizadas en un momento de esplendor reproductivo, el siglo XIX, por los mejores museos europeos, de ahí la calidad de los vaciados, de Londres, París, Berlín o Nápoles. Su exposición permite enlazar la colección de copias clásicas con su recepción e interpretación a lo largo de la historia, cuyas reminiscencias, están presentes en la colección histórica del Museo.

Las reproducciones, además de exhibir la subsistencia del legado clásico, se exponen temporalmente junto a creaciones escultóricas de artistas modernos para generar distintos diálogos. Entre las piezas destacadas se encuentran reproducciones de obras como el Laocoonte, la Máscara de Agamenón, el Torso Belvedere o el Discóbolo que muestran como ese interés por la antigüedad comenzó en el Renacimiento y se extendió hasta el siglo XVIII y XIX con el descubrimiento de Pompeya, Olimpia y de Micenas.

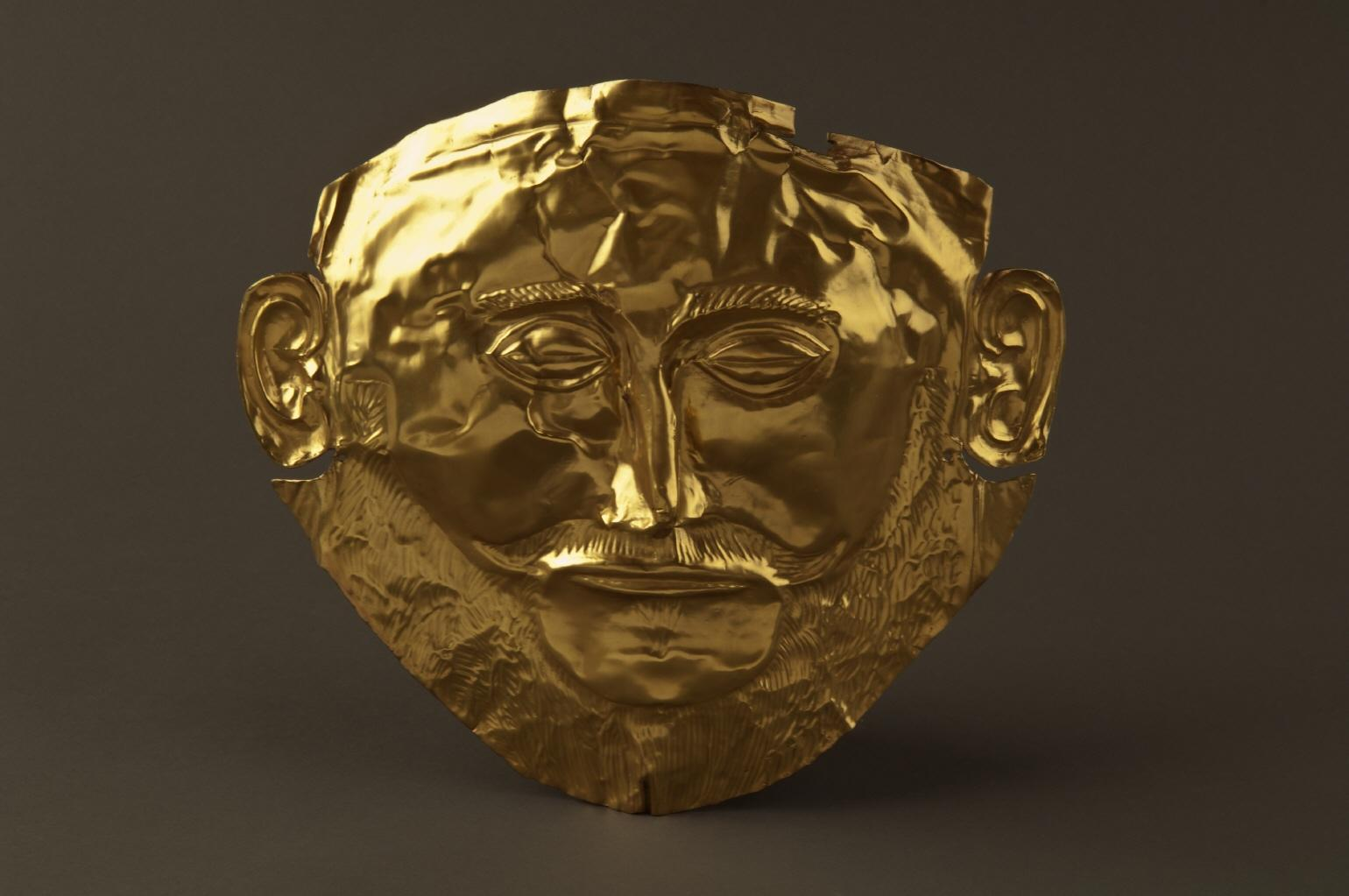
Máscara de Agamenón
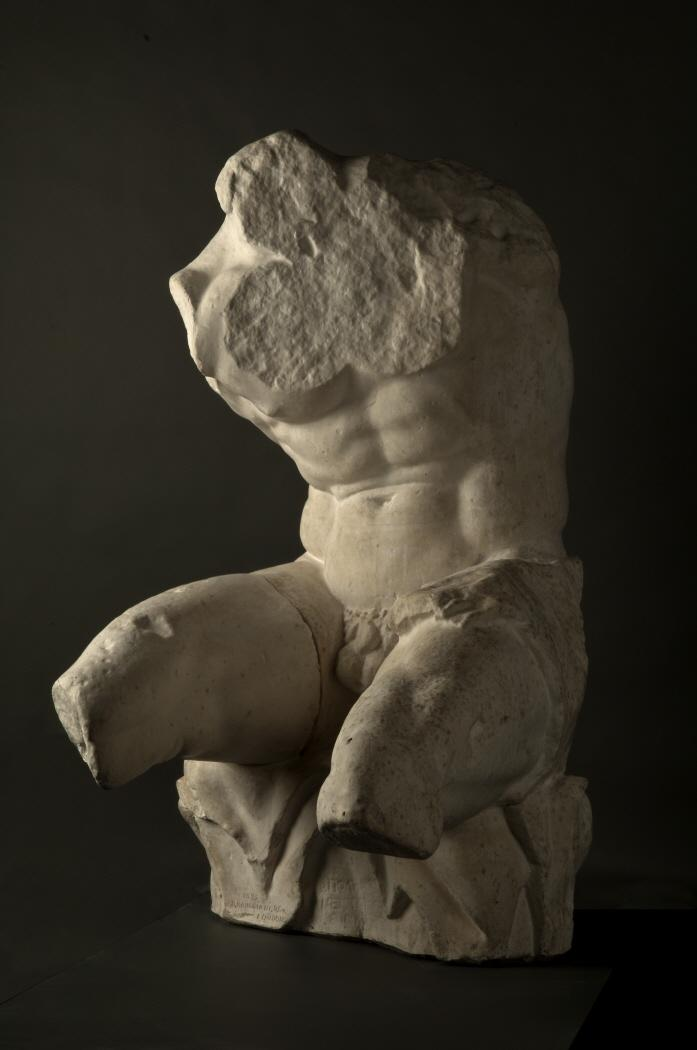
Torso del Belvedere
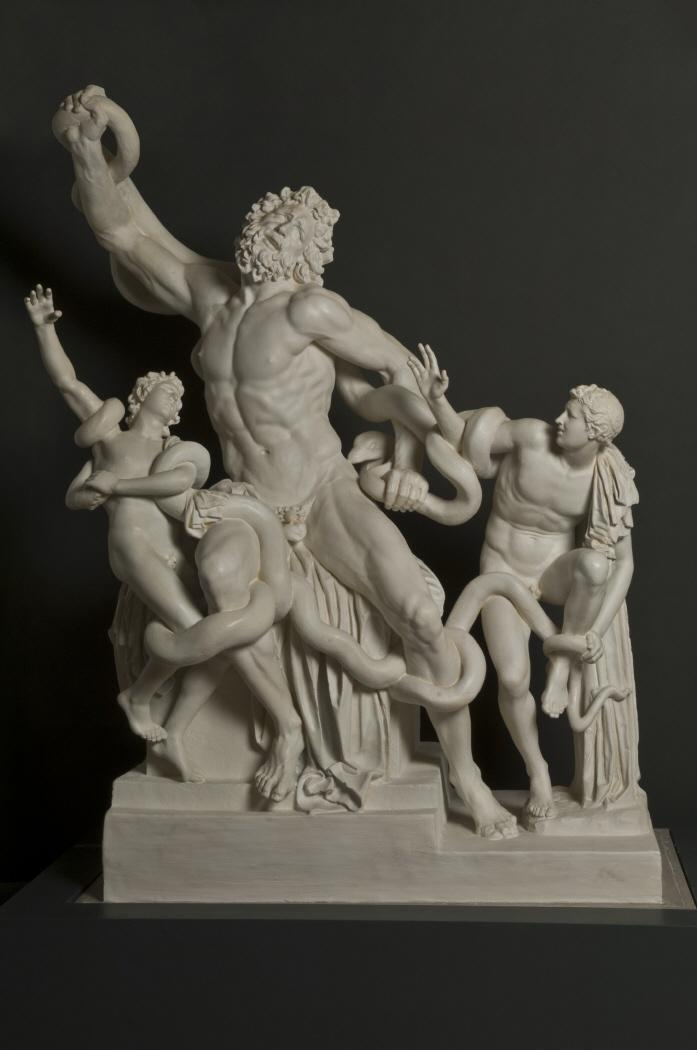
Laocoonte

## Galardones
- El Museo Nacional de Escultura Premio Nacional de Conservación y Restauración de Bienes Culturales en 2007.[1]

- La Casa del Sol Premio AR&PA de Intervención en el Patrimonio Cultural de Castilla y León en 2012.[2]

- El 22 de abril de 2019 el Museo Nacional de Escultura recibió el Premio Castilla y León de las Artes 2018, por ser una institución nacional "de carácter ejemplar" que a partir de su creación "ha contribuido de forma decisiva a la conservación, custodia y difusión" del patrimonio escultórico de la escuela artística castellana. Pero además, el jurado concedió este galardón a un Museo que "trasciende" a Castilla y León y que es hoy un espacio "dinámico y vivo que se manifiesta en su completa y magnífica programación".[3]